# Чемпионат мира по танковому биатлону 2018
Чемпионат мира по танковому биатлону 2018 года проходил с 28 июля по 11 августа на учебно-тактическом комплексе «Алабино» в рамках IV Армейских Международных Игр «АрМИ-2018».
В состязании принимали участие команды 22 стран из Азербайджана, Анголы, Армении, Беларуси, Венесуэлы, Вьетнама, Зимбабве, Индии, Ирана, Казахстана, Китая, Кувейта, Кыргызстана, Лаоса, Монголии, Мьянмы, России, Сербии, Сирии, Таджикистана, Уганды и ЮАР. На соревнованиях этого года дебютировали команды из Вьетнама, Мьянмы, Сирии и ЮАР.. Команда Никарагуа отказалась от участия.
Всего российской стороной для участников конкурса «Танковый биатлон» было подготовлено более 90 танков Т-72Б3. Для чемпионата этого года АО "Научно-производственная корпорация «Уралвагонзавод» подготовила новую версию модернизации танков Т-72Б3.
На своей технике выступали только сборные Китая (танк TYPE 96) и Беларуси (своя версия модернизации Т-72 на оборонных предприятиях республики).
Записи видео-трансляций прошедших соревнований можно посмотреть в YouTube на канале главного информационного партнёра соревнований ТРК «Звезда»

## Судейская коллегия
| Судьи от команд:            | Судьи от команд: | Судьи от команд: | Судьи от команд:         |  | Для судейства создаётся судейская бригада, команда арбитров, назначается технический и вспомогательный персонал. Судьи назначаются от команд участниц. Голоса всех судей равнозначны. На всех совещаниях судей председательствует Главный судья конкурса. В рассмотрении результатов заездов участвуют только судьи, чьи команды участвуют в этапах или заездах конкурса. После проведения каждого заезда на площадку мишеней выезжает судейская бригада, где проводит осмотр всех мишеней и принимает окончательное решение о промахе или попадании каждого экипажа. В случае необходимости осуществляется фото и видеофиксация результатов поражения цели. До завершения спорного вопроса по поражению целей или до возвращения судейской бригады после осмотра мишеней с поля, замена мишеней не допускается. Если в ходе осмотра выявлено, что цель не поражена, а штрафной круг не назначался, тогда к общему времени прохождения трассы добавляется минимальное время прохождения данным экипажем штрафного круга. Если в ходе прохождения трассы данный экипаж не преодолевал дистанцию штрафного круга, тогда суммарное время прохождения трассы увеличивается на 1 минуту. Если в ходе осмотра выявлено, что цель поражена, а штрафной круг назначался, тогда из общего времени прохождения трассы исключается время прохождения данным экипажем штрафного круга. Окончательные результаты объявляются на брифинге после окончания всех заездов текущего дня соревнований. |
| •                           | Азербайджан      | Полковник        | Сакат Вердиев            |  | Для судейства создаётся судейская бригада, команда арбитров, назначается технический и вспомогательный персонал. Судьи назначаются от команд участниц. Голоса всех судей равнозначны. На всех совещаниях судей председательствует Главный судья конкурса. В рассмотрении результатов заездов участвуют только судьи, чьи команды участвуют в этапах или заездах конкурса. После проведения каждого заезда на площадку мишеней выезжает судейская бригада, где проводит осмотр всех мишеней и принимает окончательное решение о промахе или попадании каждого экипажа. В случае необходимости осуществляется фото и видеофиксация результатов поражения цели. До завершения спорного вопроса по поражению целей или до возвращения судейской бригады после осмотра мишеней с поля, замена мишеней не допускается. Если в ходе осмотра выявлено, что цель не поражена, а штрафной круг не назначался, тогда к общему времени прохождения трассы добавляется минимальное время прохождения данным экипажем штрафного круга. Если в ходе прохождения трассы данный экипаж не преодолевал дистанцию штрафного круга, тогда суммарное время прохождения трассы увеличивается на 1 минуту. Если в ходе осмотра выявлено, что цель поражена, а штрафной круг назначался, тогда из общего времени прохождения трассы исключается время прохождения данным экипажем штрафного круга. Окончательные результаты объявляются на брифинге после окончания всех заездов текущего дня соревнований. |
| •                           | Ангола           | Полковник        | Марколино Тейшейра       |  | Для судейства создаётся судейская бригада, команда арбитров, назначается технический и вспомогательный персонал. Судьи назначаются от команд участниц. Голоса всех судей равнозначны. На всех совещаниях судей председательствует Главный судья конкурса. В рассмотрении результатов заездов участвуют только судьи, чьи команды участвуют в этапах или заездах конкурса. После проведения каждого заезда на площадку мишеней выезжает судейская бригада, где проводит осмотр всех мишеней и принимает окончательное решение о промахе или попадании каждого экипажа. В случае необходимости осуществляется фото и видеофиксация результатов поражения цели. До завершения спорного вопроса по поражению целей или до возвращения судейской бригады после осмотра мишеней с поля, замена мишеней не допускается. Если в ходе осмотра выявлено, что цель не поражена, а штрафной круг не назначался, тогда к общему времени прохождения трассы добавляется минимальное время прохождения данным экипажем штрафного круга. Если в ходе прохождения трассы данный экипаж не преодолевал дистанцию штрафного круга, тогда суммарное время прохождения трассы увеличивается на 1 минуту. Если в ходе осмотра выявлено, что цель поражена, а штрафной круг назначался, тогда из общего времени прохождения трассы исключается время прохождения данным экипажем штрафного круга. Окончательные результаты объявляются на брифинге после окончания всех заездов текущего дня соревнований. |
| •                           | Армения          | Подполковник     | Гагик Геворкян           |  | Для судейства создаётся судейская бригада, команда арбитров, назначается технический и вспомогательный персонал. Судьи назначаются от команд участниц. Голоса всех судей равнозначны. На всех совещаниях судей председательствует Главный судья конкурса. В рассмотрении результатов заездов участвуют только судьи, чьи команды участвуют в этапах или заездах конкурса. После проведения каждого заезда на площадку мишеней выезжает судейская бригада, где проводит осмотр всех мишеней и принимает окончательное решение о промахе или попадании каждого экипажа. В случае необходимости осуществляется фото и видеофиксация результатов поражения цели. До завершения спорного вопроса по поражению целей или до возвращения судейской бригады после осмотра мишеней с поля, замена мишеней не допускается. Если в ходе осмотра выявлено, что цель не поражена, а штрафной круг не назначался, тогда к общему времени прохождения трассы добавляется минимальное время прохождения данным экипажем штрафного круга. Если в ходе прохождения трассы данный экипаж не преодолевал дистанцию штрафного круга, тогда суммарное время прохождения трассы увеличивается на 1 минуту. Если в ходе осмотра выявлено, что цель поражена, а штрафной круг назначался, тогда из общего времени прохождения трассы исключается время прохождения данным экипажем штрафного круга. Окончательные результаты объявляются на брифинге после окончания всех заездов текущего дня соревнований. |
| •                           | Беларусь         | Генерал-майор    | Андрей Некрашевич        |  | Для судейства создаётся судейская бригада, команда арбитров, назначается технический и вспомогательный персонал. Судьи назначаются от команд участниц. Голоса всех судей равнозначны. На всех совещаниях судей председательствует Главный судья конкурса. В рассмотрении результатов заездов участвуют только судьи, чьи команды участвуют в этапах или заездах конкурса. После проведения каждого заезда на площадку мишеней выезжает судейская бригада, где проводит осмотр всех мишеней и принимает окончательное решение о промахе или попадании каждого экипажа. В случае необходимости осуществляется фото и видеофиксация результатов поражения цели. До завершения спорного вопроса по поражению целей или до возвращения судейской бригады после осмотра мишеней с поля, замена мишеней не допускается. Если в ходе осмотра выявлено, что цель не поражена, а штрафной круг не назначался, тогда к общему времени прохождения трассы добавляется минимальное время прохождения данным экипажем штрафного круга. Если в ходе прохождения трассы данный экипаж не преодолевал дистанцию штрафного круга, тогда суммарное время прохождения трассы увеличивается на 1 минуту. Если в ходе осмотра выявлено, что цель поражена, а штрафной круг назначался, тогда из общего времени прохождения трассы исключается время прохождения данным экипажем штрафного круга. Окончательные результаты объявляются на брифинге после окончания всех заездов текущего дня соревнований. |
| •                           | Венесуэла        | Подполковник     | Рондон Суньятсен         |  | Для судейства создаётся судейская бригада, команда арбитров, назначается технический и вспомогательный персонал. Судьи назначаются от команд участниц. Голоса всех судей равнозначны. На всех совещаниях судей председательствует Главный судья конкурса. В рассмотрении результатов заездов участвуют только судьи, чьи команды участвуют в этапах или заездах конкурса. После проведения каждого заезда на площадку мишеней выезжает судейская бригада, где проводит осмотр всех мишеней и принимает окончательное решение о промахе или попадании каждого экипажа. В случае необходимости осуществляется фото и видеофиксация результатов поражения цели. До завершения спорного вопроса по поражению целей или до возвращения судейской бригады после осмотра мишеней с поля, замена мишеней не допускается. Если в ходе осмотра выявлено, что цель не поражена, а штрафной круг не назначался, тогда к общему времени прохождения трассы добавляется минимальное время прохождения данным экипажем штрафного круга. Если в ходе прохождения трассы данный экипаж не преодолевал дистанцию штрафного круга, тогда суммарное время прохождения трассы увеличивается на 1 минуту. Если в ходе осмотра выявлено, что цель поражена, а штрафной круг назначался, тогда из общего времени прохождения трассы исключается время прохождения данным экипажем штрафного круга. Окончательные результаты объявляются на брифинге после окончания всех заездов текущего дня соревнований. |
| •                           | Вьетнам          | Полковник        | Нгуен Хуан Тхань         |  | Для судейства создаётся судейская бригада, команда арбитров, назначается технический и вспомогательный персонал. Судьи назначаются от команд участниц. Голоса всех судей равнозначны. На всех совещаниях судей председательствует Главный судья конкурса. В рассмотрении результатов заездов участвуют только судьи, чьи команды участвуют в этапах или заездах конкурса. После проведения каждого заезда на площадку мишеней выезжает судейская бригада, где проводит осмотр всех мишеней и принимает окончательное решение о промахе или попадании каждого экипажа. В случае необходимости осуществляется фото и видеофиксация результатов поражения цели. До завершения спорного вопроса по поражению целей или до возвращения судейской бригады после осмотра мишеней с поля, замена мишеней не допускается. Если в ходе осмотра выявлено, что цель не поражена, а штрафной круг не назначался, тогда к общему времени прохождения трассы добавляется минимальное время прохождения данным экипажем штрафного круга. Если в ходе прохождения трассы данный экипаж не преодолевал дистанцию штрафного круга, тогда суммарное время прохождения трассы увеличивается на 1 минуту. Если в ходе осмотра выявлено, что цель поражена, а штрафной круг назначался, тогда из общего времени прохождения трассы исключается время прохождения данным экипажем штрафного круга. Окончательные результаты объявляются на брифинге после окончания всех заездов текущего дня соревнований. |
| •                           | Зимбабве         | Майор            | Энтони Пасипадонья       |  | Для судейства создаётся судейская бригада, команда арбитров, назначается технический и вспомогательный персонал. Судьи назначаются от команд участниц. Голоса всех судей равнозначны. На всех совещаниях судей председательствует Главный судья конкурса. В рассмотрении результатов заездов участвуют только судьи, чьи команды участвуют в этапах или заездах конкурса. После проведения каждого заезда на площадку мишеней выезжает судейская бригада, где проводит осмотр всех мишеней и принимает окончательное решение о промахе или попадании каждого экипажа. В случае необходимости осуществляется фото и видеофиксация результатов поражения цели. До завершения спорного вопроса по поражению целей или до возвращения судейской бригады после осмотра мишеней с поля, замена мишеней не допускается. Если в ходе осмотра выявлено, что цель не поражена, а штрафной круг не назначался, тогда к общему времени прохождения трассы добавляется минимальное время прохождения данным экипажем штрафного круга. Если в ходе прохождения трассы данный экипаж не преодолевал дистанцию штрафного круга, тогда суммарное время прохождения трассы увеличивается на 1 минуту. Если в ходе осмотра выявлено, что цель поражена, а штрафной круг назначался, тогда из общего времени прохождения трассы исключается время прохождения данным экипажем штрафного круга. Окончательные результаты объявляются на брифинге после окончания всех заездов текущего дня соревнований. |
| •                           | Индия            | Майор            | Самир Шарма              |  | Для судейства создаётся судейская бригада, команда арбитров, назначается технический и вспомогательный персонал. Судьи назначаются от команд участниц. Голоса всех судей равнозначны. На всех совещаниях судей председательствует Главный судья конкурса. В рассмотрении результатов заездов участвуют только судьи, чьи команды участвуют в этапах или заездах конкурса. После проведения каждого заезда на площадку мишеней выезжает судейская бригада, где проводит осмотр всех мишеней и принимает окончательное решение о промахе или попадании каждого экипажа. В случае необходимости осуществляется фото и видеофиксация результатов поражения цели. До завершения спорного вопроса по поражению целей или до возвращения судейской бригады после осмотра мишеней с поля, замена мишеней не допускается. Если в ходе осмотра выявлено, что цель не поражена, а штрафной круг не назначался, тогда к общему времени прохождения трассы добавляется минимальное время прохождения данным экипажем штрафного круга. Если в ходе прохождения трассы данный экипаж не преодолевал дистанцию штрафного круга, тогда суммарное время прохождения трассы увеличивается на 1 минуту. Если в ходе осмотра выявлено, что цель поражена, а штрафной круг назначался, тогда из общего времени прохождения трассы исключается время прохождения данным экипажем штрафного круга. Окончательные результаты объявляются на брифинге после окончания всех заездов текущего дня соревнований. |
| •                           | Иран             | Полковник        | Джалайян Ализаде         |  | Для судейства создаётся судейская бригада, команда арбитров, назначается технический и вспомогательный персонал. Судьи назначаются от команд участниц. Голоса всех судей равнозначны. На всех совещаниях судей председательствует Главный судья конкурса. В рассмотрении результатов заездов участвуют только судьи, чьи команды участвуют в этапах или заездах конкурса. После проведения каждого заезда на площадку мишеней выезжает судейская бригада, где проводит осмотр всех мишеней и принимает окончательное решение о промахе или попадании каждого экипажа. В случае необходимости осуществляется фото и видеофиксация результатов поражения цели. До завершения спорного вопроса по поражению целей или до возвращения судейской бригады после осмотра мишеней с поля, замена мишеней не допускается. Если в ходе осмотра выявлено, что цель не поражена, а штрафной круг не назначался, тогда к общему времени прохождения трассы добавляется минимальное время прохождения данным экипажем штрафного круга. Если в ходе прохождения трассы данный экипаж не преодолевал дистанцию штрафного круга, тогда суммарное время прохождения трассы увеличивается на 1 минуту. Если в ходе осмотра выявлено, что цель поражена, а штрафной круг назначался, тогда из общего времени прохождения трассы исключается время прохождения данным экипажем штрафного круга. Окончательные результаты объявляются на брифинге после окончания всех заездов текущего дня соревнований. |
| •                           | Казахстан        | Полковник        | Юрий Аскаров             |  | Для судейства создаётся судейская бригада, команда арбитров, назначается технический и вспомогательный персонал. Судьи назначаются от команд участниц. Голоса всех судей равнозначны. На всех совещаниях судей председательствует Главный судья конкурса. В рассмотрении результатов заездов участвуют только судьи, чьи команды участвуют в этапах или заездах конкурса. После проведения каждого заезда на площадку мишеней выезжает судейская бригада, где проводит осмотр всех мишеней и принимает окончательное решение о промахе или попадании каждого экипажа. В случае необходимости осуществляется фото и видеофиксация результатов поражения цели. До завершения спорного вопроса по поражению целей или до возвращения судейской бригады после осмотра мишеней с поля, замена мишеней не допускается. Если в ходе осмотра выявлено, что цель не поражена, а штрафной круг не назначался, тогда к общему времени прохождения трассы добавляется минимальное время прохождения данным экипажем штрафного круга. Если в ходе прохождения трассы данный экипаж не преодолевал дистанцию штрафного круга, тогда суммарное время прохождения трассы увеличивается на 1 минуту. Если в ходе осмотра выявлено, что цель поражена, а штрафной круг назначался, тогда из общего времени прохождения трассы исключается время прохождения данным экипажем штрафного круга. Окончательные результаты объявляются на брифинге после окончания всех заездов текущего дня соревнований. |
| •                           | Китай            | Подполковник     | Цзян Яо                  |  | Для судейства создаётся судейская бригада, команда арбитров, назначается технический и вспомогательный персонал. Судьи назначаются от команд участниц. Голоса всех судей равнозначны. На всех совещаниях судей председательствует Главный судья конкурса. В рассмотрении результатов заездов участвуют только судьи, чьи команды участвуют в этапах или заездах конкурса. После проведения каждого заезда на площадку мишеней выезжает судейская бригада, где проводит осмотр всех мишеней и принимает окончательное решение о промахе или попадании каждого экипажа. В случае необходимости осуществляется фото и видеофиксация результатов поражения цели. До завершения спорного вопроса по поражению целей или до возвращения судейской бригады после осмотра мишеней с поля, замена мишеней не допускается. Если в ходе осмотра выявлено, что цель не поражена, а штрафной круг не назначался, тогда к общему времени прохождения трассы добавляется минимальное время прохождения данным экипажем штрафного круга. Если в ходе прохождения трассы данный экипаж не преодолевал дистанцию штрафного круга, тогда суммарное время прохождения трассы увеличивается на 1 минуту. Если в ходе осмотра выявлено, что цель поражена, а штрафной круг назначался, тогда из общего времени прохождения трассы исключается время прохождения данным экипажем штрафного круга. Окончательные результаты объявляются на брифинге после окончания всех заездов текущего дня соревнований. |
| •                           | Кувейт           | Подполковник     | Юсеф Валид Алрабиа       |  | Для судейства создаётся судейская бригада, команда арбитров, назначается технический и вспомогательный персонал. Судьи назначаются от команд участниц. Голоса всех судей равнозначны. На всех совещаниях судей председательствует Главный судья конкурса. В рассмотрении результатов заездов участвуют только судьи, чьи команды участвуют в этапах или заездах конкурса. После проведения каждого заезда на площадку мишеней выезжает судейская бригада, где проводит осмотр всех мишеней и принимает окончательное решение о промахе или попадании каждого экипажа. В случае необходимости осуществляется фото и видеофиксация результатов поражения цели. До завершения спорного вопроса по поражению целей или до возвращения судейской бригады после осмотра мишеней с поля, замена мишеней не допускается. Если в ходе осмотра выявлено, что цель не поражена, а штрафной круг не назначался, тогда к общему времени прохождения трассы добавляется минимальное время прохождения данным экипажем штрафного круга. Если в ходе прохождения трассы данный экипаж не преодолевал дистанцию штрафного круга, тогда суммарное время прохождения трассы увеличивается на 1 минуту. Если в ходе осмотра выявлено, что цель поражена, а штрафной круг назначался, тогда из общего времени прохождения трассы исключается время прохождения данным экипажем штрафного круга. Окончательные результаты объявляются на брифинге после окончания всех заездов текущего дня соревнований. |
| •                           | Кыргызстан       | Полковник        | Виктор Косачев           |  | Для судейства создаётся судейская бригада, команда арбитров, назначается технический и вспомогательный персонал. Судьи назначаются от команд участниц. Голоса всех судей равнозначны. На всех совещаниях судей председательствует Главный судья конкурса. В рассмотрении результатов заездов участвуют только судьи, чьи команды участвуют в этапах или заездах конкурса. После проведения каждого заезда на площадку мишеней выезжает судейская бригада, где проводит осмотр всех мишеней и принимает окончательное решение о промахе или попадании каждого экипажа. В случае необходимости осуществляется фото и видеофиксация результатов поражения цели. До завершения спорного вопроса по поражению целей или до возвращения судейской бригады после осмотра мишеней с поля, замена мишеней не допускается. Если в ходе осмотра выявлено, что цель не поражена, а штрафной круг не назначался, тогда к общему времени прохождения трассы добавляется минимальное время прохождения данным экипажем штрафного круга. Если в ходе прохождения трассы данный экипаж не преодолевал дистанцию штрафного круга, тогда суммарное время прохождения трассы увеличивается на 1 минуту. Если в ходе осмотра выявлено, что цель поражена, а штрафной круг назначался, тогда из общего времени прохождения трассы исключается время прохождения данным экипажем штрафного круга. Окончательные результаты объявляются на брифинге после окончания всех заездов текущего дня соревнований. |
| •                           | Лаос             | Подполковник     | Ломпхачан Бумпон         |  | Для судейства создаётся судейская бригада, команда арбитров, назначается технический и вспомогательный персонал. Судьи назначаются от команд участниц. Голоса всех судей равнозначны. На всех совещаниях судей председательствует Главный судья конкурса. В рассмотрении результатов заездов участвуют только судьи, чьи команды участвуют в этапах или заездах конкурса. После проведения каждого заезда на площадку мишеней выезжает судейская бригада, где проводит осмотр всех мишеней и принимает окончательное решение о промахе или попадании каждого экипажа. В случае необходимости осуществляется фото и видеофиксация результатов поражения цели. До завершения спорного вопроса по поражению целей или до возвращения судейской бригады после осмотра мишеней с поля, замена мишеней не допускается. Если в ходе осмотра выявлено, что цель не поражена, а штрафной круг не назначался, тогда к общему времени прохождения трассы добавляется минимальное время прохождения данным экипажем штрафного круга. Если в ходе прохождения трассы данный экипаж не преодолевал дистанцию штрафного круга, тогда суммарное время прохождения трассы увеличивается на 1 минуту. Если в ходе осмотра выявлено, что цель поражена, а штрафной круг назначался, тогда из общего времени прохождения трассы исключается время прохождения данным экипажем штрафного круга. Окончательные результаты объявляются на брифинге после окончания всех заездов текущего дня соревнований. |
| •                           | Монголия         | Полковник        | Цэрэнбадам Турмунх       |  | Для судейства создаётся судейская бригада, команда арбитров, назначается технический и вспомогательный персонал. Судьи назначаются от команд участниц. Голоса всех судей равнозначны. На всех совещаниях судей председательствует Главный судья конкурса. В рассмотрении результатов заездов участвуют только судьи, чьи команды участвуют в этапах или заездах конкурса. После проведения каждого заезда на площадку мишеней выезжает судейская бригада, где проводит осмотр всех мишеней и принимает окончательное решение о промахе или попадании каждого экипажа. В случае необходимости осуществляется фото и видеофиксация результатов поражения цели. До завершения спорного вопроса по поражению целей или до возвращения судейской бригады после осмотра мишеней с поля, замена мишеней не допускается. Если в ходе осмотра выявлено, что цель не поражена, а штрафной круг не назначался, тогда к общему времени прохождения трассы добавляется минимальное время прохождения данным экипажем штрафного круга. Если в ходе прохождения трассы данный экипаж не преодолевал дистанцию штрафного круга, тогда суммарное время прохождения трассы увеличивается на 1 минуту. Если в ходе осмотра выявлено, что цель поражена, а штрафной круг назначался, тогда из общего времени прохождения трассы исключается время прохождения данным экипажем штрафного круга. Окончательные результаты объявляются на брифинге после окончания всех заездов текущего дня соревнований. |
| •                           | Мьянма           | Полковник        | Чо Зин Тан               |  | Для судейства создаётся судейская бригада, команда арбитров, назначается технический и вспомогательный персонал. Судьи назначаются от команд участниц. Голоса всех судей равнозначны. На всех совещаниях судей председательствует Главный судья конкурса. В рассмотрении результатов заездов участвуют только судьи, чьи команды участвуют в этапах или заездах конкурса. После проведения каждого заезда на площадку мишеней выезжает судейская бригада, где проводит осмотр всех мишеней и принимает окончательное решение о промахе или попадании каждого экипажа. В случае необходимости осуществляется фото и видеофиксация результатов поражения цели. До завершения спорного вопроса по поражению целей или до возвращения судейской бригады после осмотра мишеней с поля, замена мишеней не допускается. Если в ходе осмотра выявлено, что цель не поражена, а штрафной круг не назначался, тогда к общему времени прохождения трассы добавляется минимальное время прохождения данным экипажем штрафного круга. Если в ходе прохождения трассы данный экипаж не преодолевал дистанцию штрафного круга, тогда суммарное время прохождения трассы увеличивается на 1 минуту. Если в ходе осмотра выявлено, что цель поражена, а штрафной круг назначался, тогда из общего времени прохождения трассы исключается время прохождения данным экипажем штрафного круга. Окончательные результаты объявляются на брифинге после окончания всех заездов текущего дня соревнований. |
| •                           | Россия           | Полковник        | Сергей Нартымов          |  | Для судейства создаётся судейская бригада, команда арбитров, назначается технический и вспомогательный персонал. Судьи назначаются от команд участниц. Голоса всех судей равнозначны. На всех совещаниях судей председательствует Главный судья конкурса. В рассмотрении результатов заездов участвуют только судьи, чьи команды участвуют в этапах или заездах конкурса. После проведения каждого заезда на площадку мишеней выезжает судейская бригада, где проводит осмотр всех мишеней и принимает окончательное решение о промахе или попадании каждого экипажа. В случае необходимости осуществляется фото и видеофиксация результатов поражения цели. До завершения спорного вопроса по поражению целей или до возвращения судейской бригады после осмотра мишеней с поля, замена мишеней не допускается. Если в ходе осмотра выявлено, что цель не поражена, а штрафной круг не назначался, тогда к общему времени прохождения трассы добавляется минимальное время прохождения данным экипажем штрафного круга. Если в ходе прохождения трассы данный экипаж не преодолевал дистанцию штрафного круга, тогда суммарное время прохождения трассы увеличивается на 1 минуту. Если в ходе осмотра выявлено, что цель поражена, а штрафной круг назначался, тогда из общего времени прохождения трассы исключается время прохождения данным экипажем штрафного круга. Окончательные результаты объявляются на брифинге после окончания всех заездов текущего дня соревнований. |
| •                           | Сербия           | Подполковник     | Саша Стоилькович         |  | Для судейства создаётся судейская бригада, команда арбитров, назначается технический и вспомогательный персонал. Судьи назначаются от команд участниц. Голоса всех судей равнозначны. На всех совещаниях судей председательствует Главный судья конкурса. В рассмотрении результатов заездов участвуют только судьи, чьи команды участвуют в этапах или заездах конкурса. После проведения каждого заезда на площадку мишеней выезжает судейская бригада, где проводит осмотр всех мишеней и принимает окончательное решение о промахе или попадании каждого экипажа. В случае необходимости осуществляется фото и видеофиксация результатов поражения цели. До завершения спорного вопроса по поражению целей или до возвращения судейской бригады после осмотра мишеней с поля, замена мишеней не допускается. Если в ходе осмотра выявлено, что цель не поражена, а штрафной круг не назначался, тогда к общему времени прохождения трассы добавляется минимальное время прохождения данным экипажем штрафного круга. Если в ходе прохождения трассы данный экипаж не преодолевал дистанцию штрафного круга, тогда суммарное время прохождения трассы увеличивается на 1 минуту. Если в ходе осмотра выявлено, что цель поражена, а штрафной круг назначался, тогда из общего времени прохождения трассы исключается время прохождения данным экипажем штрафного круга. Окончательные результаты объявляются на брифинге после окончания всех заездов текущего дня соревнований. |
| •                           | Сирия            |                  |                          |  | Для судейства создаётся судейская бригада, команда арбитров, назначается технический и вспомогательный персонал. Судьи назначаются от команд участниц. Голоса всех судей равнозначны. На всех совещаниях судей председательствует Главный судья конкурса. В рассмотрении результатов заездов участвуют только судьи, чьи команды участвуют в этапах или заездах конкурса. После проведения каждого заезда на площадку мишеней выезжает судейская бригада, где проводит осмотр всех мишеней и принимает окончательное решение о промахе или попадании каждого экипажа. В случае необходимости осуществляется фото и видеофиксация результатов поражения цели. До завершения спорного вопроса по поражению целей или до возвращения судейской бригады после осмотра мишеней с поля, замена мишеней не допускается. Если в ходе осмотра выявлено, что цель не поражена, а штрафной круг не назначался, тогда к общему времени прохождения трассы добавляется минимальное время прохождения данным экипажем штрафного круга. Если в ходе прохождения трассы данный экипаж не преодолевал дистанцию штрафного круга, тогда суммарное время прохождения трассы увеличивается на 1 минуту. Если в ходе осмотра выявлено, что цель поражена, а штрафной круг назначался, тогда из общего времени прохождения трассы исключается время прохождения данным экипажем штрафного круга. Окончательные результаты объявляются на брифинге после окончания всех заездов текущего дня соревнований. |
| •                           | Таджикистан      |                  |                          |  | Для судейства создаётся судейская бригада, команда арбитров, назначается технический и вспомогательный персонал. Судьи назначаются от команд участниц. Голоса всех судей равнозначны. На всех совещаниях судей председательствует Главный судья конкурса. В рассмотрении результатов заездов участвуют только судьи, чьи команды участвуют в этапах или заездах конкурса. После проведения каждого заезда на площадку мишеней выезжает судейская бригада, где проводит осмотр всех мишеней и принимает окончательное решение о промахе или попадании каждого экипажа. В случае необходимости осуществляется фото и видеофиксация результатов поражения цели. До завершения спорного вопроса по поражению целей или до возвращения судейской бригады после осмотра мишеней с поля, замена мишеней не допускается. Если в ходе осмотра выявлено, что цель не поражена, а штрафной круг не назначался, тогда к общему времени прохождения трассы добавляется минимальное время прохождения данным экипажем штрафного круга. Если в ходе прохождения трассы данный экипаж не преодолевал дистанцию штрафного круга, тогда суммарное время прохождения трассы увеличивается на 1 минуту. Если в ходе осмотра выявлено, что цель поражена, а штрафной круг назначался, тогда из общего времени прохождения трассы исключается время прохождения данным экипажем штрафного круга. Окончательные результаты объявляются на брифинге после окончания всех заездов текущего дня соревнований. |
| •                           | Уганда           | Майор            | Чарльз Лубега            |  | Для судейства создаётся судейская бригада, команда арбитров, назначается технический и вспомогательный персонал. Судьи назначаются от команд участниц. Голоса всех судей равнозначны. На всех совещаниях судей председательствует Главный судья конкурса. В рассмотрении результатов заездов участвуют только судьи, чьи команды участвуют в этапах или заездах конкурса. После проведения каждого заезда на площадку мишеней выезжает судейская бригада, где проводит осмотр всех мишеней и принимает окончательное решение о промахе или попадании каждого экипажа. В случае необходимости осуществляется фото и видеофиксация результатов поражения цели. До завершения спорного вопроса по поражению целей или до возвращения судейской бригады после осмотра мишеней с поля, замена мишеней не допускается. Если в ходе осмотра выявлено, что цель не поражена, а штрафной круг не назначался, тогда к общему времени прохождения трассы добавляется минимальное время прохождения данным экипажем штрафного круга. Если в ходе прохождения трассы данный экипаж не преодолевал дистанцию штрафного круга, тогда суммарное время прохождения трассы увеличивается на 1 минуту. Если в ходе осмотра выявлено, что цель поражена, а штрафной круг назначался, тогда из общего времени прохождения трассы исключается время прохождения данным экипажем штрафного круга. Окончательные результаты объявляются на брифинге после окончания всех заездов текущего дня соревнований. |
| •                           | ЮАР              | Подполковник     | Памзиле Шинганге Приншес |  | Для судейства создаётся судейская бригада, команда арбитров, назначается технический и вспомогательный персонал. Судьи назначаются от команд участниц. Голоса всех судей равнозначны. На всех совещаниях судей председательствует Главный судья конкурса. В рассмотрении результатов заездов участвуют только судьи, чьи команды участвуют в этапах или заездах конкурса. После проведения каждого заезда на площадку мишеней выезжает судейская бригада, где проводит осмотр всех мишеней и принимает окончательное решение о промахе или попадании каждого экипажа. В случае необходимости осуществляется фото и видеофиксация результатов поражения цели. До завершения спорного вопроса по поражению целей или до возвращения судейской бригады после осмотра мишеней с поля, замена мишеней не допускается. Если в ходе осмотра выявлено, что цель не поражена, а штрафной круг не назначался, тогда к общему времени прохождения трассы добавляется минимальное время прохождения данным экипажем штрафного круга. Если в ходе прохождения трассы данный экипаж не преодолевал дистанцию штрафного круга, тогда суммарное время прохождения трассы увеличивается на 1 минуту. Если в ходе осмотра выявлено, что цель поражена, а штрафной круг назначался, тогда из общего времени прохождения трассы исключается время прохождения данным экипажем штрафного круга. Окончательные результаты объявляются на брифинге после окончания всех заездов текущего дня соревнований. |
| Главный судья соревнований: |                  |                  |                          |  | Для судейства создаётся судейская бригада, команда арбитров, назначается технический и вспомогательный персонал. Судьи назначаются от команд участниц. Голоса всех судей равнозначны. На всех совещаниях судей председательствует Главный судья конкурса. В рассмотрении результатов заездов участвуют только судьи, чьи команды участвуют в этапах или заездах конкурса. После проведения каждого заезда на площадку мишеней выезжает судейская бригада, где проводит осмотр всех мишеней и принимает окончательное решение о промахе или попадании каждого экипажа. В случае необходимости осуществляется фото и видеофиксация результатов поражения цели. До завершения спорного вопроса по поражению целей или до возвращения судейской бригады после осмотра мишеней с поля, замена мишеней не допускается. Если в ходе осмотра выявлено, что цель не поражена, а штрафной круг не назначался, тогда к общему времени прохождения трассы добавляется минимальное время прохождения данным экипажем штрафного круга. Если в ходе прохождения трассы данный экипаж не преодолевал дистанцию штрафного круга, тогда суммарное время прохождения трассы увеличивается на 1 минуту. Если в ходе осмотра выявлено, что цель поражена, а штрафной круг назначался, тогда из общего времени прохождения трассы исключается время прохождения данным экипажем штрафного круга. Окончательные результаты объявляются на брифинге после окончания всех заездов текущего дня соревнований. |
| •                           | Россия           | Генерал-майор    | Роман Бинюков            |  | |

## Участники

### Команды, ранее участвовавшие на чемпионате мира
- Ангола
- Армения
- Азербайджан
- Беларусь
- Венесуэла
- Зимбабве
- Индия
- Иран
- Казахстан
- Китай
- Кувейт
- Кыргызстан
- Лаос
- Монголия
- Россия
- Сербия
- Таджикистан
- Уганда

### Дебют
- Вьетнам
- Мьянма
- Сирия
- ЮАР

### Отказ
- Никарагуа

### Несостоявшийся дебют
- Марокко

## Индивидуальная гонка (28 июля — 5 августа)
По 3 экипажа от каждой команды и 1 экипаж запасной. В одном заезде выступает один экипаж, каждый на своём танке. В случае поломки танка разрешена замена на запасной с добавлением штрафов по времени.
Старт экипажей в заезд осуществляется с интервалом 1-2 мин. Каждый экипаж должен преодолеть 3 круга трассы, преодолевая препятствия и выполняя на каждом круге стрельбу на огневых рубежах. Длина одного круга — 4 километра 100 метров.
Экипажи по прохождению трассы преодолевают следующие препятствия:
- «Участок заграждений и маневрирования»
- «Брод»
- «Колейный проход в МВЗ»
- «Курган»
- «Огненная полоса»
- «Противотанковый ров с проходом»
- «Макет колейного моста»
- «Гребёнка»
- «Эскарп»
- «Косогор»

За нарушения и ошибки в прохождении препятствий экипаж отправляется на площадку штрафного времени, где выполняет норматив «контрольный осмотр машины».
Огневые рубежи в индивидуальных этапах:
- 1-й круг — стрельба из пушки по трём мишеням № 12 «Танк»
- 2-й круг — стрельба из зенитного пулемёта по одной мишени № 25 «Вертолёт»
- 3-й круг — стрельба из спаренного пулемёта ПКТ по одной мишени № 9 «РПГ»

За каждую не поражённую мишень назначается по одному кругу на специальных штрафных кругах. Длина одного специального штрафного круга — 500 метров.
По окончании каждого заезда судейская комиссия выезжает на огневые рубежи и проверяет мишени, для уточнения поражения мишени и корректировки времени прохождения экипажа.

### Цвета команд в заездах индивидуального этапа
| Беларусь | Зимбабве    | Азербайджан | Ангола  |
| Индия    | Кыргызстан  | Армения     | Вьетнам |
| Иран     | Китай       | Венесуэла   | Кувейт  |
| Лаос     | Монголия    | Казахстан   | ЮАР     |
| Мьянма   | Сербия      | Россия      |         |
| Уганда   | Таджикистан | Сирия       |         |

### Расписание заездов индивидуального этапа
| Дата      | Заезд      | Экипаж        |             |         |             |          |
| --------- | ---------- | ------------- | ----------- | ------- | ----------- | -------- |
| 28 июля   | Заезд № 1  | Первый экипаж | Китай       | Кувейт  | Казахстан   | Уганда   |
| 28 июля   | Заезд № 2  | Первый экипаж | Зимбабве    | ЮАР     | Азербайджан | Индия    |
| 29 июля   | Заезд № 3  | Первый экипаж | Кыргызстан  | Вьетнам | Армения     | Мьянма   |
| 29 июля   | Заезд № 4  | Первый экипаж | Таджикистан |         | Сирия       | Беларусь |
| 29 июля   | Заезд № 5  | Первый экипаж | Сербия      |         | Россия      | Иран     |
| 30 июля   | Заезд № 6  | Первый экипаж | Монголия    | Ангола  | Венесуэла   | Лаос     |
| 30 июля   | Заезд № 7  | Второй экипаж | Китай       | Кувейт  | Казахстан   | Уганда   |
| 30 июля   | Заезд № 8  | Второй экипаж | Зимбабве    | ЮАР     | Азербайджан | Индия    |
| 31 июля   | Заезд № 9  | Второй экипаж | Кыргызстан  | Вьетнам | Армения     | Мьянма   |
| 31 июля   | Заезд № 10 | Второй экипаж | Таджикистан |         | Сирия       | Беларусь |
| 31 июля   | Заезд № 11 | Второй экипаж | Сербия      |         | Россия      | Иран     |
| 3 августа | Заезд № 12 | Второй экипаж | Монголия    | Ангола  | Венесуэла   | Лаос     |
| 3 августа | Заезд № 13 | Третий экипаж | Китай       | Кувейт  | Казахстан   | Уганда   |
| 3 августа | Заезд № 14 | Третий экипаж | Зимбабве    | ЮАР     | Азербайджан | Индия    |
| 4 августа | Заезд № 15 | Третий экипаж | Кыргызстан  | Вьетнам | Армения     | Мьянма   |
| 4 августа | Заезд № 16 | Третий экипаж | Таджикистан |         | Сирия       | Беларусь |
| 5 августа | Заезд № 17 | Третий экипаж | Сербия      |         | Россия      | Иран     |
| 5 августа | Заезд № 18 | Третий экипаж | Монголия    | Ангола  | Венесуэла   | Лаос     |

### Результаты заездов экипажей
| Место | Цвет | Команда     | Экипаж                                                                      | Стрельба Попадание \| Промахи | Стрельба Попадание \| Промахи | Стрельба Попадание \| Промахи | Стрельба Попадание \| Промахи | Стрельба Попадание \| Промахи | Штрафные круги | Итоговое время  |
| ----- | ---- | ----------- | --------------------------------------------------------------------------- | ----------------------------- | ----------------------------- | ----------------------------- | ----------------------------- | ----------------------------- | -------------- | --------------- |
| 1     |      | Россия      | экипаж № 3 (Дмитрий Черноштан, Андрей Перевалов, Алексей Терентьев)         | Мишень № 12 (попадание)       | Мишень № 12 (попадание)       | Мишень № 12 (попадание)       | Мишень № 25 (попадание)       | Мишень № 9 (попадание)        | 0              | 19 мин. 25 сек. |
| 2     |      | Россия      | экипаж № 1 (Саян Самбуев, Владислав Реймер, Михаил Криводонов)              | Мишень № 12 (попадание)       | Мишень № 12 (попадание)       | Мишень № 12 (попадание)       | Мишень № 25 (попадание)       | Мишень № 9 (попадание)        | 0              | 19 мин. 37 сек. |
| 3     |      | Россия      | экипаж № 2 (Виктор Шерстнев, Андрей Бастрыгин, Алексей Назаренков)          | Мишень № 12 (попадание)       | Мишень № 12 (попадание)       | Мишень № 12 (попадание)       | Мишень № 25 (попадание)       | Мишень № 9 (попадание)        | 0              | 19 мин. 47 сек. |
| 4     |      | Беларусь    | экипаж № 3 (Сергей Михно, Денис Моисеенко, Алексей Забалуев)                | Мишень № 12 (промах)          | Мишень № 12 (попадание)       | Мишень № 12 (попадание)       | Мишень № 25 (попадание)       | Мишень № 9 (попадание)        | 1              | 20 мин. 22 сек. |
| 5     |      | Казахстан   | экипаж № 2 (Ермахан Кудайберген, Ерасыл Жумагулов, Думан Байжанов)          | Мишень № 12 (попадание)       | Мишень № 12 (попадание)       | Мишень № 12 (попадание)       | Мишень № 25 (попадание)       | Мишень № 9 (попадание)        | 0              | 20 мин. 57 сек. |
| 6     |      | Китай       | экипаж № 2 (Пэнэнь Ван, Цзин И, Хайян Цай)                                  | Мишень № 12 (попадание)       | Мишень № 12 (попадание)       | Мишень № 12 (попадание)       | Мишень № 25 (попадание)       | Мишень № 9 (промах)           | 1              | 20 мин. 58 сек. |
| 7     |      | Китай       | экипаж № 1 (Юйфэй Ян, Мэнфэй Куан Фу, Жун Цзэн)                             | Мишень № 12 (попадание)       | Мишень № 12 (попадание)       | Мишень № 12 (попадание)       | Мишень № 25 (промах)          | Мишень № 9 (попадание)        | 1              | 21 мин. 00 сек. |
| 8     |      | Беларусь    | экипаж № 2 (Павел Марковец, Павел Козячий, Сергей Коновалов)                | Мишень № 12 (промах)          | Мишень № 12 (попадание)       | Мишень № 12 (попадание)       | Мишень № 25 (попадание)       | Мишень № 9 (промах)           | 2              | 22 мин. 15 сек. |
| 9     |      | Беларусь    | экипаж № 1 (Алексей Бурак, Максим Лузан, Виталий Богруденко)                | Мишень № 12 (попадание)       | Мишень № 12 (попадание)       | Мишень № 12 (попадание)       | Мишень № 25 (попадание)       | Мишень № 9 (попадание)        | 0              | 22 мин. 37 сек. |
| 10    |      | Китай       | экипаж № 3 (Чжоу Синьюй, Ван Цзян, Чжан Тэнтан)                             | Мишень № 12 (попадание)       | Мишень № 12 (попадание)       | Мишень № 12 (попадание)       | Мишень № 25 (попадание)       | Мишень № 9 (промах)           | 1              | 22 мин. 47 сек. |
| 11    |      | Казахстан   | экипаж № 3 (Еламан Абишев, Рустам Молдашев, Бейимбет Бодесов)               | Мишень № 12 (промах)          | Мишень № 12 (промах)          | Мишень № 12 (попадание)       | Мишень № 25 (попадание)       | Мишень № 9 (попадание)        | 2              | 23 мин. 10 сек. |
| 12    |      | Азербайджан | экипаж № 2 (Аликарам Бадалов, Джейхун Шыхзадаев, Турал Марданлы)            | Мишень № 12 (попадание)       | Мишень № 12 (попадание)       | Мишень № 12 (попадание)       | Мишень № 25 (промах)          | Мишень № 9 (попадание)        | 1              | 23 мин. 27 сек. |
| 13    |      | Кыргызстан  | экипаж № 2 (Кутманбек Надирбеков, Толкунбек Мирбекуулу, Искак Тыналыуулу)   | Мишень № 12 (промах)          | Мишень № 12 (промах)          | Мишень № 12 (попадание)       | Мишень № 25 (попадание)       | Мишень № 9 (попадание)        | 2              | 23 мин. 51 сек. |
| 14    |      | Иран        | экипаж № 3 (Магамед Гомбаринасаб, Джавод Хадже, Магамед Мостаманд)          | Мишень № 12 (попадание)       | Мишень № 12 (попадание)       | Мишень № 12 (попадание)       | Мишень № 25 (попадание)       | Мишень № 9 (промах)           | 1              | 23 мин. 59 сек. |
| 15    |      | Монголия    | экипаж № 3 (Тамир Мунхцэцэг, Молом Тувшинжаргал, Ёолк Цагаач)               | Мишень № 12 (промах)          | Мишень № 12 (попадание)       | Мишень № 12 (попадание)       | Мишень № 25 (промах)          | Мишень № 9 (попадание)        | 2              | 24 мин. 00 сек. |
| 16    |      | Казахстан   | экипаж № 1 (Феруз Тулабаев, Сунгат Садуакасов, Адлет Алпамысов)             | Мишень № 12 (попадание)       | Мишень № 12 (попадание)       | Мишень № 12 (промах)          | Мишень № 25 (попадание)       | Мишень № 9 (попадание)        | 1              | 24 мин. 42 сек. |
| 17    |      | Сербия      | экипаж № 2 (Бобан Янкович, Милан Дмитриевич, Милош Янкович)                 | Мишень № 12 (попадание)       | Мишень № 12 (попадание)       | Мишень № 12 (попадание)       | Мишень № 25 (попадание)       | Мишень № 9 (попадание)        | 0              | 25 мин. 01 сек. |
| 18    |      | Монголия    | экипаж № 1 ()                                                               | Мишень № 12 (попадание)       | Мишень № 12 (попадание)       | Мишень № 12 (попадание)       | Мишень № 25 (попадание)       | Мишень № 9 (попадание)        | 0              | 25 мин. 10 сек. |
| 19    |      | Азербайджан | экипаж № 1 ()                                                               | Мишень № 12 (попадание)       | Мишень № 12 (попадание)       | Мишень № 12 (попадание)       | Мишень № 25 (промах)          | Мишень № 9 (попадание)        | 1              | 25 мин. 25 сек. |
| 20    |      | Сербия      | экипаж № 3 (Душан Стеванчев, Бронислав Грумич, Небойша Максимович)          | Мишень № 12 (попадание)       | Мишень № 12 (попадание)       | Мишень № 12 (попадание)       | Мишень № 25 (промах)          | Мишень № 9 (попадание)        | 1              | 25 мин. 33 сек. |
| 21    |      | Азербайджан | экипаж № 3 (Мушфиг Гусейнов, Емин Гушчиев, Бахтияр Гасанов)                 | Мишень № 12 (попадание)       | Мишень № 12 (попадание)       | Мишень № 12 (попадание)       | Мишень № 25 (попадание)       | Мишень № 9 (попадание)        | 0              | 25 мин. 37 сек. |
| 22    |      | Иран        | экипаж № 1 (Саджад Азарбул, Махаммад Эскандарм, Мекди Рашади)               | Мишень № 12 (попадание)       | Мишень № 12 (попадание)       | Мишень № 12 (попадание)       | Мишень № 25 (промах)          | Мишень № 9 (промах)           | 2              | 25 мин. 38 сек. |
| 23    |      | Индия       | экипаж № 3 (Сулиндер Сингх, Махавир Прасар Ядав, Давиндер Сингх)            | Мишень № 12 (промах)          | Мишень № 12 (попадание)       | Мишень № 12 (промах)          | Мишень № 25 (попадание)       | Мишень № 9 (промах)           | 3              | 25 мин. 40 сек. |
| 24    |      | Сербия      | экипаж № 1 (Младен Икич, Боголюб Арсов, Деян Миланович)                     | Мишень № 12 (промах)          | Мишень № 12 (попадание)       | Мишень № 12 (попадание)       | Мишень № 25 (попадание)       | Мишень № 9 (попадание)        | 1              | 25 мин. 53 сек. |
| 25    |      | Венесуэла   | экипаж № 1 (Доргвин Хаймес, Диего Наварро, Уилфредо Солорсано)              | Мишень № 12 (попадание)       | Мишень № 12 (попадание)       | Мишень № 12 (попадание)       | Мишень № 25 (промах)          | Мишень № 9 (попадание)        | 1              | 26 мин. 02 сек. |
| 26    |      | Венесуэла   | экипаж № 3 (Энмануэль Сапата, Освальдо Мора, Али Самбрано)                  | Мишень № 12 (попадание)       | Мишень № 12 (промах)          | Мишень № 12 (попадание)       | Мишень № 25 (попадание)       | Мишень № 9 (промах)           | 2              | 26 мин. 40 сек. |
| 27    |      | Монголия    | экипаж № 2 (Дуламборж Ганбаяр, Энхбат Улзий-Орших, Дорждэрэм Дэмидсурэн)    | Мишень № 12 (промах)          | Мишень № 12 (попадание)       | Мишень № 12 (промах)          | Мишень № 25 (попадание)       | Мишень № 9 (попадание)        | 2              | 26 мин. 53 сек. |
| 28    |      | Сирия       | экипаж № 2 (Иссабашар Мохамед, Мохамад Халиль, Раад Башир)                  | Мишень № 12 (попадание)       | Мишень № 12 (попадание)       | Мишень № 12 (попадание)       | Мишень № 25 (попадание)       | Мишень № 9 (промах)           | 1              | 27 мин. 02 сек. |
| 29    |      | Армения     | экипаж № 2 (Арман Арустамян, Левон Ованнисян, Зограб Зограбян)              | Мишень № 12 (попадание)       | Мишень № 12 (попадание)       | Мишень № 12 (попадание)       | Мишень № 25 (попадание)       | Мишень № 9 (попадание)        | 0              | 27 мин. 03 сек. |
| 30    |      | Кыргызстан  | экипаж № 3 (Медетхан Пазылов, Самат Токтобаев, Кылычбек Асанбекуулу)        | Мишень № 12 (промах)          | Мишень № 12 (попадание)       | Мишень № 12 (попадание)       | Мишень № 25 (попадание)       | Мишень № 9 (промах)           | 2              | 27 мин. 04 сек. |
| 31    |      | Армения     | экипаж № 1 (Гагик Харатян, Давид Мурадян, Арамаис Гагикян)                  | Мишень № 12 (попадание)       | Мишень № 12 (попадание)       | Мишень № 12 (попадание)       | Мишень № 25 (промах)          | Мишень № 9 (попадание)        | 1              | 27 мин. 07 сек. |
| 32    |      | Сирия       | экипаж № 1 (Али Аль-Амуси, Лорка Алзоки, Зад Мохамад)                       | Мишень № 12 (промах)          | Мишень № 12 (попадание)       | Мишень № 12 (попадание)       | Мишень № 25 (промах)          | Мишень № 9 (попадание)        | 2              | 27 мин. 22 сек. |
| 33    |      | Армения     | экипаж № 3 (Эдгар Навасардян, Вреж Киракосян, Гагик Балеян)                 | Мишень № 12 (попадание)       | Мишень № 12 (попадание)       | Мишень № 12 (попадание)       | Мишень № 25 (попадание)       | Мишень № 9 (попадание)        | 0              | 27 мин. 38 сек. |
| 34    |      | Иран        | экипаж № 2 (Мир Алиреза, Шарафи Расул, Махмуди Сирус)                       | Мишень № 12 (попадание)       | Мишень № 12 (попадание)       | Мишень № 12 (попадание)       | Мишень № 25 (попадание)       | Мишень № 9 (промах)           | 1              | 27 мин. 39 сек. |
| 35    |      | Индия       | экипаж № 2 (Сантош Кумар, Кришан Кумар, Девендер Сани)                      | Мишень № 12 (промах)          | Мишень № 12 (промах)          | Мишень № 12 (промах)          | Мишень № 25 (промах)          | Мишень № 9 (промах)           | 5              | 28 мин. 14 сек. |
| 36    |      | Таджикистан | экипаж № 3 (Хамроз Одибеков, Пайрав Давлатов, Илхом Тураев)                 | Мишень № 12 (промах)          | Мишень № 12 (попадание)       | Мишень № 12 (попадание)       | Мишень № 25 (промах)          | Мишень № 9 (промах)           | 3              | 28 мин. 35 сек. |
| 37    |      | Кувейт      | экипаж № 3 (Турки Аль-Косари, Абдул Разак Аленези, Юиф Аль-Аземи)           | Мишень № 12 (попадание)       | Мишень № 12 (попадание)       | Мишень № 12 (попадание)       | Мишень № 25 (попадание)       | Мишень № 9 (попадание)        | 0              | 28 мин. 50 сек. |
| 38    |      | Индия       | экипаж № 1 (Вивек Кумар Шукла, Джайараман Ашокумар, Мандиб Сингх)           | Мишень № 12 (попадание)       | Мишень № 12 (промах)          | Мишень № 12 (попадание)       | Мишень № 25 (промах)          | Мишень № 9 (промах)           | 3              | 29 мин. 59 сек. |
| 39    |      | Таджикистан | экипаж № 1 (Файзидин Гафуров, Нахзатуллох Амонов, Маруфчон Норов)           | Мишень № 12 (попадание)       | Мишень № 12 (попадание)       | Мишень № 12 (промах)          | Мишень № 25 (промах)          | Мишень № 9 (промах)           | 3              | 30 мин. 54 сек. |
| 40    |      | Сирия       | экипаж № 3 (Аббас Олла Аббас, Исмаил Ибрагим Хамза, Сакер Исмаил)           | Мишень № 12 (попадание)       | Мишень № 12 (промах)          | Мишень № 12 (попадание)       | Мишень № 25 (попадание)       | Мишень № 9 (промах)           | 2              | 30 мин. 57 сек. |
| 41    |      | Венесуэла   | экипаж № 2 (Джованни Ремолина, Хейкер Прада, Альфредо Санчес)               | Мишень № 12 (промах)          | Мишень № 12 (промах)          | Мишень № 12 (попадание)       | Мишень № 25 (попадание)       | Мишень № 9 (промах)           | 3              | 31 мин. 37 сек. |
| 42    |      | Таджикистан | экипаж № 2 (Собирджон Кабутов, Насриддин Мирзоев, Комрон Холматов)          | Мишень № 12 (попадание)       | Мишень № 12 (промах)          | Мишень № 12 (промах)          | Мишень № 25 (промах)          | Мишень № 9 (промах)           | 4              | 32 мин. 01 сек. |
| 43    |      | Кыргызстан  | экипаж № 1 (Нуркан Садырбекуул, Илияз Кылчыкпаев, Омурзак Жийдебаев)        | Мишень № 12 (промах)          | Мишень № 12 (промах)          | Мишень № 12 (попадание)       | Мишень № 25 (попадание)       | Мишень № 9 (попадание)        | 2              | 33 мин. 20 сек. |
| 44    |      | Кувейт      | экипаж № 2 (Сауд Альбаварди, Бахайшан Аль-Угаиби, Хусейн Али Хусейн)        | Мишень № 12 (промах)          | Мишень № 12 (промах)          | Мишень № 12 (попадание)       | Мишень № 25 (промах)          | Мишень № 9 (промах)           | 4              | 34 мин. 15 сек. |
| 45    |      | Мьянма      | экипаж № 3 (Тхет Зо Тан, Тинь Вен Аун, Зин Тху Аун)                         | Мишень № 12 (попадание)       | Мишень № 12 (промах)          | Мишень № 12 (попадание)       | Мишень № 25 (попадание)       | Мишень № 9 (промах)           | 2              | 36 мин. 50 сек. |
| 46    |      | Мьянма      | экипаж № 2 (Тин Мо Явин, Чит Сан Маун, Зин Ко)                              | Мишень № 12 (попадание)       | Мишень № 12 (попадание)       | Мишень № 12 (попадание)       | Мишень № 25 (промах)          | Мишень № 9 (промах)           | 2              | 37 мин. 44 сек. |
| 47    |      | Мьянма      | экипаж № 1 ()                                                               | Мишень № 12 (промах)          | Мишень № 12 (промах)          | Мишень № 12 (попадание)       | Мишень № 25 (промах)          | Мишень № 9 (промах)           | 4              | 39 мин. 49 сек. |
| 48    |      | Кувейт      | экипаж № 1 (Сауд Аленези, Наваф Альшутакру, Саад Саех Аш-Шамри)             | Мишень № 12 (промах)          | Мишень № 12 (попадание)       | Мишень № 12 (попадание)       | Мишень № 25 (промах)          | Мишень № 9 (промах)           | 3              | 40 мин. 00 сек. |
| 49    |      | Вьетнам     | экипаж № 3 (Чан Тхань Лонг, Лыу Ань Туан, Нгуе Тиен Чиен)                   | Мишень № 12 (попадание)       | Мишень № 12 (попадание)       | Мишень № 12 (попадание)       | Мишень № 25 (попадание)       | Мишень № 9 (промах)           | 1              | 41 мин. 18 сек. |
| 50    |      | Ангола      | экипаж № 3 (Жозе Жинга, Мануэл Цесио, Виктор Фернандес)                     | Мишень № 12 (промах)          | Мишень № 12 (попадание)       | Мишень № 12 (промах)          | Мишень № 25 (промах)          | Мишень № 9 (промах)           | 4              | 43 мин. 31 сек. |
| 51    |      | Вьетнам     | экипаж № 1 (Чан Вьет Хаи, Нгуен Ань Туан, Нгуен Мань Зунг)                  | Мишень № 12 (промах)          | Мишень № 12 (промах)          | Мишень № 12 (попадание)       | Мишень № 25 (промах)          | Мишень № 9 (промах)           | 4              | 43 мин. 41 сек. |
| 52    |      | Лаос        | экипаж № 1 ()                                                               | Мишень № 12 (промах)          | Мишень № 12 (попадание)       | Мишень № 12 (попадание)       | Мишень № 25 (промах)          | Мишень № 9 (промах)           | 3              | 43 мин. 41 сек. |
| 53    |      | Лаос        | экипаж № 2 (Чансамон Висисомбат, Пхетсамон Сипасэт, Пхуван Виливонг)        | Мишень № 12 (промах)          | Мишень № 12 (попадание)       | Мишень № 12 (попадание)       | Мишень № 25 (промах)          | Мишень № 9 (промах)           | 3              | 45 мин. 49 сек. |
| 54    |      | Уганда      | экипаж № 2 (Денисс Оола Ойаа, Элиас Мунунеза, Гордон Кайянджа)              | Мишень № 12 (попадание)       | Мишень № 12 (промах)          | Мишень № 12 (промах)          | Мишень № 25 (промах)          | Мишень № 9 (промах)           | 4              | 46 мин. 55 сек. |
| 55    |      | Вьетнам     | экипаж № 2 (Кхонг Ван Бак, Лыу Тхе Ань, Данг Тхань Луан)                    | Мишень № 12 (промах)          | Мишень № 12 (попадание)       | Мишень № 12 (промах)          | Мишень № 25 (промах)          | Мишень № 9 (промах)           | 4              | 47 мин. 08 сек. |
| 56    |      | Лаос        | экипаж № 3 (Талекс Ойбунчан, Пхитсамон Тхаммавонг, Тянтхавонг Тхаммавонгса) | Мишень № 12 (промах)          | Мишень № 12 (промах)          | Мишень № 12 (промах)          | Мишень № 25 (попадание)       | Мишень № 9 (промах)           | 4              | 49 мин. 02 сек. |
| 57    |      | Уганда      | экипаж № 3 (Джон Опус, Маджиди Баколе, Саммуель Опио)                       | Мишень № 12 (промах)          | Мишень № 12 (попадание)       | Мишень № 12 (промах)          | Мишень № 25 (промах)          | Мишень № 9 (промах)           | 4              | 50 мин. 16 сек. |
| 58    |      | Ангола      | экипаж № 1 ()                                                               | Мишень № 12 (промах)          | Мишень № 12 (промах)          | Мишень № 12 (попадание)       | Мишень № 25 (попадание)       | Мишень № 9 (промах)           | 3              | 52 мин. 08 сек. |
| 59    |      | Зимбабве    | экипаж № 1 ()                                                               | Мишень № 12 (промах)          | Мишень № 12 (промах)          | Мишень № 12 (промах)          | Мишень № 25 (промах)          | Мишень № 9 (промах)           | 5              | 54 мин. 27 сек. |
| 60    |      | Ангола      | экипаж № 2 (Алсидэш Андрэ Кардозо, Антонио Калемакина, Марселино Жаро)      | Мишень № 12 (промах)          | Мишень № 12 (промах)          | Мишень № 12 (промах)          | Мишень № 25 (промах)          | Мишень № 9 (промах)           | 5              | 55 мин. 34 сек. |
| 61    |      | Зимбабве    | экипаж № 2 (Бонгинкоси Матшеза, Николас Ньярувата, Джордж Магоди)           | Мишень № 12 (промах)          | Мишень № 12 (промах)          | Мишень № 12 (промах)          | Мишень № 25 (промах)          | Мишень № 9 (промах)           | 5              | 56 мин. 32 сек. |
| 62    |      | ЮАР         | экипаж № 1 ()                                                               | Мишень № 12 (попадание)       | Мишень № 12 (промах)          | Мишень № 12 (попадание)       | Мишень № 25 (промах)          | Мишень № 9 (промах)           | 3              | 57 мин. 00 сек. |
| 63    |      | Зимбабве    | экипаж № 3 (Анаб Дамбени, Тэкмор Чаканьюка, Инок Мушуре)                    | Мишень № 12 (промах)          | Мишень № 12 (промах)          | Мишень № 12 (попадание)       | Мишень № 25 (промах)          | Мишень № 9 (промах)           | 4              | 64 мин. 58 сек. |
| 64    |      | ЮАР         | экипаж № 3 (Уиллем Уилк, Масебо Кабио Франк, Годфри Масакона)               | Мишень № 12 (промах)          | Мишень № 12 (попадание)       | Мишень № 12 (промах)          | Мишень № 25 (попадание)       | Мишень № 9 (промах)           | 3              | 77 мин. 20 сек. |
| 65    |      | ЮАР         | экипаж № 2 (Джакобо Джейкоб, Дехлохоноло Мотси, Йоханнес Лиув)              | Мишень № 12 (попадание)       | Мишень № 12 (попадание)       | Мишень № 12 (промах)          | Мишень № 25 (промах)          | Мишень № 9 (промах)           | 3              | 77 мин. 30 сек. |
| 66    |      | Уганда      | экипаж № 1 (Ричард Бамухимбиса, Тонни Синнога, Юсуф Емонг)                  | Мишень № 12 (промах)          | Мишень № 12 (промах)          | Мишень № 12 (промах)          | Мишень № 25 (попадание)       | X                             | 4              | ДСК *           |

* Первый экипаж Уганды был дисквалифицирован за нарушение правил техники безопасности при стрельбе из спаренного пулемёта (поворот башни в зону, запретную для стрельбы)

### Командные итоги индивидуальных заездов
| Место | Команда     | Экипаж 1        | Экипаж 2        | Экипаж 3        | Общее командное время  | Статус                |
| ----- | ----------- | --------------- | --------------- | --------------- | ---------------------- | --------------------- |
| 1     | Россия      | 19 мин. 37 сек. | 19 мин. 47 сек. | 19 мин. 25 сек. | 58 мин. 49 сек.        | В полуфинале          |
| 2     | Китай       | 21 мин. 00 сек. | 20 мин. 58 сек. | 22 мин. 47 сек. | 1 час 04 мин. 45 сек.  | В полуфинале          |
| 3     | Беларусь    | 22 мин. 37 сек. | 22 мин. 15 сек. | 20 мин. 22 сек. | 1 час 05 мин. 14 сек.  | В полуфинале          |
| 4     | Казахстан   | 24 мин. 42 сек. | 20 мин. 57 сек. | 23 мин. 10 сек. | 1 час 08 мин. 49 сек.  | В полуфинале          |
| 5     | Азербайджан | 25 мин. 25 сек. | 23 мин. 27 сек. | 25 мин. 37 сек. | 1 час 14 мин. 32 сек.  | В полуфинале          |
| 6     | Сербия      | 25 мин. 53 сек. | 25 мин. 01 сек. | 25 мин. 33 сек. | 1 час 15 мин. 41 сек.  | В полуфинале          |
| 7     | Монголия    | 25 мин. 10 сек. | 26 мин. 53 сек. | 24 мин. 00 сек. | 1 час 16 мин. 03 сек.  | В полуфинале          |
| 8     | Иран        | 25 мин. 38 сек. | 27 мин. 39 сек. | 23 мин. 59 сек. | 1 час 17 мин. 16 сек.  | В полуфинале          |
| 9     | Армения     | 27 мин. 07 сек. | 27 мин. 03 сек. | 27 мин. 38 сек. | 1 час 21 мин. 48 сек.  | В полуфинале          |
| 10    | Индия       | 29 мин. 59 сек. | 28 мин. 14 сек. | 25 мин. 40 сек. | 1 час 23 мин. 50 сек.  | В полуфинале          |
| 11    | Кыргызстан  | 33 мин. 20 сек. | 23 мин. 51 сек. | 27 мин. 04 сек. | 1 час 24 мин. 15 сек.  | В полуфинале          |
| 12    | Венесуэла   | 26 мин. 02 сек. | 31 мин. 37 сек. | 26 мин. 40 сек. | 1 час 24 мин. 19 сек.  | В полуфинале          |
| 13    | Сирия       | 27 мин. 22 сек. | 27 мин. 02 сек. | 30 мин. 57 сек. | 1 час 25 мин. 21 сек.  | Закончили выступления |
| 14    | Таджикистан | 30 мин. 54 сек. | 32 мин. 01 сек. | 28 мин. 35 сек. | 1 час 31 мин. 30 сек.  | Закончили выступления |
| 15    | Кувейт      | 40 мин. 00 сек. | 34 мин. 15 сек. | 28 мин. 50 сек. | 1 час 43 мин. 14 сек.  | Закончили выступления |
| 16    | Мьянма      | 39 мин. 49 сек. | 37 мин. 44 сек. | 36 мин. 50 сек. | 1 час 54 мин. 23 сек.  | Закончили выступления |
| 17    | Вьетнам     | 43 мин. 41 сек. | 47 мин. 08 сек. | 41 мин. 18 сек. | 2 часа 12 мин. 07 сек. | Закончили выступления |
| 18    | Лаос        | 43 мин. 41 сек. | 45 мин. 49 сек. | 49 мин. 02 сек. | 2 часа 27 мин. 40 сек. | Закончили выступления |
| 19    | Ангола      | 52 мин. 08 сек. | 55 мин. 34 сек. | 43 мин. 31 сек. | 2 часа 31 мин. 13 сек. | Закончили выступления |
| 20    | Зимбабве    | 54 мин. 27 сек. | 56 мин. 32 сек. | 64 мин. 58 сек. | 2 часа 55 мин. 57 сек. | Закончили выступления |
| 21    | ЮАР         | 57 мин. 00 сек. | 77 мин. 30 сек. | 77 мин. 20 сек. | 3 часа 31 мин. 50 сек. | Закончили выступления |
| 22    | Уганда      | ДСК             | 46 мин. 55 сек. | 50 мин. 16 сек. | Не учитывается *       | Закончили выступления |

* Общее время команды Уганды не учитывается из за дисквалификации экипажа № 1.

## Полуфинальные заезды эстафеты (7-9 августа)
В каждом заезде от команды участвуют 3 танковых экипажа на одном танке. Смена экипажей происходит в специальном месте, после прохождения предыдущем экипажем своей дистанции.
Каждый экипаж проходит 4 круга, преодолевая препятствия и поражая цели на трёх огневых рубежах. Стрельба ведётся из танковой пушки с ходу, из спаренного и зенитного пулемётов с места. Последовательность выполнения стрельб при прохождении дистанции «Эстафета» осуществляется по установленному жребием варианту.
Старт всех команд в заезде происходит одновременно.
Экипажи по прохождению трассы преодолевают препятствия такие же как и в индивидуальных гонках, за нарушения и ошибки так же отправляются на площадки штрафного времени для выполнения норматива «контрольный осмотр машины».
4 круга для каждого экипажа разделяются на следующие этапы:
- Скоростная гонка — прохождение круга без стрельб
- Огневой рубеж для пушки — стрельба сходу по трём мишеням № 12 «Танк»
- Огневой рубеж для зенитного пулемёта — стрельба по двум мишеням № 25 «Вертолёт» и № 11 «ПТУР»
- Огневой рубеж для спаренного пулемёта ПКТ — стрельба по трём мишеням № 9 «РПГ»

Стрельбы на огневом рубеже из пушки ограничены по времени. При невыполнении стрельб из пушки, экипаж обязан заехать на площадку для выгрузки боеприпасов.

### Расписание полуфинальных заездов
| 7 АВГУСТА | 7 АВГУСТА   | 8 АВГУСТА | 8 АВГУСТА | 9 АВГУСТА | 9 АВГУСТА |
| --------- | ----------- | --------- | --------- | --------- | --------- |
|           | Азербайджан |           | Венесуэла |           | Сербия    |
|           | Кыргызстан  |           | Монголия  |           | Беларусь  |
|           | Китай       |           | Россия    |           | Индия     |
|           | Иран        |           | Армения   |           | Казахстан |

### Результаты полуфинальных заездов
| Место | Цвет                                                                    | Команда     | Команда                                                                     | Стрельба по мишеням                                                      | Стрельба по мишеням                                                         | Стрельба по мишеням                                                         | Стрельба по мишеням                                                         | Штрафные круги | Штрафные круги | Время                   | Статус                |
| Место | Цвет                                                                    | Команда     | Команда                                                                     | 1-й круг                                                                 | 2-й круг                                                                    | 3-й круг                                                                    | 4-й круг                                                                    | Штрафные круги | Штрафные круги | Время                   | Статус                |
| ----- | ----------------------------------------------------------------------- | ----------- | --------------------------------------------------------------------------- | ------------------------------------------------------------------------ | --------------------------------------------------------------------------- | --------------------------------------------------------------------------- | --------------------------------------------------------------------------- | -------------- | -------------- | ----------------------- | --------------------- |
| 1     |                                                                         | Россия      | Экипаж 1 (Саян Самбуев, Владислав Реймер, Михаил Криводонов)                | Мишень № 12 (промах) · Мишень № 12 (попадание) · Мишень № 12 (попадание) | Мишень № 25 (попадание) · Мишень № 11 (попадание)                           | Мишень № 9 (попадание) · Мишень № 9 (попадание) · Мишень № 9 (попадание)    | Скоростной                                                                  | 1              | 1              | 1 час 26 мин. 53 сек.   | В финале              |
| 1     | Экипаж 2 (Виктор Шерстнев, Андрей Бастрыгин, Алексей Назаренков)        | Россия      | Мишень № 12 (попадание) · Мишень № 12 (попадание) · Мишень № 12 (попадание) | Мишень № 25 (попадание) · Мишень № 11 (попадание)                        | Мишень № 9 (попадание) · Мишень № 9 (попадание) · Мишень № 9 (попадание)    | Скоростной                                                                  | 0                                                                           |                | 1              | 1 час 26 мин. 53 сек.   | В финале              |
| 1     | Экипаж 3 (Дмитрий Черноштан, Андрей Перевалов, Алексей Терентьев)       | Россия      | Мишень № 12 (попадание) · Мишень № 12 (попадание) · Мишень № 12 (попадание) | Мишень № 25 (попадание) · Мишень № 11 (попадание)                        | Мишень № 9 (попадание) · Мишень № 9 (попадание) · Мишень № 9 (попадание)    | Скоростной                                                                  | 0                                                                           |                | 1              | 1 час 26 мин. 53 сек.   | В финале              |
| 2     |                                                                         | Казахстан   | Экипаж 1 (Феруз Тулабаев, Сунгат Садуакасов, Адлет Алпамысов)               | Мишень № 12 (промах) · Мишень № 12 (промах) · Мишень № 12 (попадание)    | Мишень № 25 (промах) · Мишень № 11 (промах)                                 | Мишень № 9 (попадание) · Мишень № 9 (попадание) · Мишень № 9 (попадание)    | Скоростной                                                                  | 4              | 6              | 1 час 39 мин. 18 сек.   | В финале              |
| 2     | Экипаж 2 (Ермахан Кудайберген, Ерасыл Жумагулов, Думан Байжанов)        | Казахстан   | Мишень № 12 (попадание) · Мишень № 12 (промах) · Мишень № 12 (попадание)    | Мишень № 25 (попадание) · Мишень № 11 (попадание)                        | Мишень № 9 (попадание) · Мишень № 9 (попадание) · Мишень № 9 (попадание)    | Скоростной                                                                  | 1                                                                           |                | 6              | 1 час 39 мин. 18 сек.   | В финале              |
| 2     | Экипаж 3 (Еламан Абишев, Рустам Молдашев, Бейимбет Бодесов)             | Казахстан   | Мишень № 12 (промах) · Мишень № 12 (попадание) · Мишень № 12 (попадание)    | Мишень № 25 (попадание) · Мишень № 11 (попадание)                        | Мишень № 9 (попадание) · Мишень № 9 (попадание) · Мишень № 9 (попадание)    | Скоростной                                                                  | 1                                                                           |                | 6              | 1 час 39 мин. 18 сек.   | В финале              |
| 3     |                                                                         | Беларусь    | Экипаж 1 (Алексей Бурак, Максим Лузан, Виталий Богруденко)                  | Мишень № 25 (попадание) · Мишень № 11 (попадание)                        | Мишень № 9 (попадание) · Мишень № 9 (попадание) · Мишень № 9 (промах)       | Скоростной                                                                  | Мишень № 12 (промах) · Мишень № 12 (попадание) · Мишень № 12 (промах)       | 3              | 7              | 1 час 44 мин. 15 сек.   | В финале              |
| 3     | Экипаж 2 (Павел Марковец, Павел Козячий, Сергей Коновалов)              | Беларусь    | Мишень № 25 (попадание) · Мишень № 11 (попадание)                           | Мишень № 9 (попадание) · Мишень № 9 (попадание) · Мишень № 9 (промах)    | Скоростной                                                                  | Мишень № 12 (промах) · Мишень № 12 (попадание) · Мишень № 12 (попадание)    | 2                                                                           |                | 7              | 1 час 44 мин. 15 сек.   | В финале              |
| 3     | Экипаж 3 (Сергей Михно, Денис Моисеенко, Алексей Забалуев)              | Беларусь    | Мишень № 25 (попадание) · Мишень № 11 (попадание)                           | Мишень № 9 (попадание) · Мишень № 9 (промах) · Мишень № 9 (промах)       | Скоростной                                                                  | Мишень № 12 (попадание) · Мишень № 12 (попадание) · Мишень № 12 (попадание) | 2                                                                           |                | 7              | 1 час 44 мин. 15 сек.   | В финале              |
| 4     |                                                                         | Китай       | Экипаж 1 (Юйфэй Ян, Мэнфэй Куан Фу, Жун Цзэн)                               | Мишень № 25 (промах) · Мишень № 11 (попадание)                           | Мишень № 9 (попадание) · Мишень № 9 (попадание) · Мишень № 9 (промах)       | Скоростной                                                                  | Мишень № 12 (попадание) · Мишень № 12 (попадание) · Мишень № 12 (попадание) | 2              | 6              | 1 час 46 мин. 13 сек.   | В финале              |
| 4     | Экипаж 2 (Пэнэнь Ван, Цзин И, Хайян Цай)                                | Китай       | Мишень № 25 (попадание) · Мишень № 11 (промах)                              | Мишень № 9 (попадание) · Мишень № 9 (попадание) · Мишень № 9 (попадание) | Скоростной                                                                  | Мишень № 12 (попадание) · Мишень № 12 (попадание) · Мишень № 12 (попадание) | 1                                                                           |                | 6              | 1 час 46 мин. 13 сек.   | В финале              |
| 4     | Экипаж 3 (Чжоу Синьюй, Ван Цзян, Чжан Тэнтан)                           | Китай       | Мишень № 25 (попадание) · Мишень № 11 (попадание)                           | Мишень № 9 (попадание) · Мишень № 9 (промах) · Мишень № 9 (промах)       | Скоростной                                                                  | Мишень № 12 (попадание) · Мишень № 12 (попадание) · Мишень № 12 (промах)    | 3                                                                           |                | 6              | 1 час 46 мин. 13 сек.   | В финале              |
| 5     |                                                                         | Азербайджан | Экипаж 1                                                                    | Мишень № 12 (попадание) · Мишень № 12 (промах) · Мишень № 12 (промах)    | Мишень № 25 (промах) · Мишень № 11 (промах)                                 | Мишень № 9 (попадание) · Мишень № 9 (попадание) · Мишень № 9 (попадание)    | Скоростной                                                                  | 4              | 12             | 1 час 53 мин. 46 сек.   | Закончили выступления |
| 5     | Экипаж 2 (Мушфиг Гусейнов, Емин Гушчиев, Бахтияр Гасанов)               | Азербайджан | Мишень № 12 (попадание) · Мишень № 12 (попадание) · Мишень № 12 (попадание) | Мишень № 25 (попадание) · Мишень № 11 (промах)                           | Мишень № 9 (попадание) · Мишень № 9 (промах) · Мишень № 9 (промах)          | Скоростной                                                                  | 3                                                                           |                | 12             | 1 час 53 мин. 46 сек.   | Закончили выступления |
| 5     | Экипаж 3 (Аликарам Бадалов, Джейхун Шыхзадаев, Турал Марданлы)          | Азербайджан | Мишень № 12 (промах) · Мишень № 12 (промах) · Мишень № 12 (промах)          | Мишень № 25 (промах) · Мишень № 11 (промах)                              | Мишень № 9 (попадание) · Мишень № 9 (попадание) · Мишень № 9 (попадание)    | Скоростной                                                                  | 5                                                                           |                | 12             | 1 час 53 мин. 46 сек.   | Закончили выступления |
| 6     |                                                                         | Индия       | Экипаж 1 (Сулиндер Сингх, Махавир Прасар Ядав, Давиндер Сингх)              | Мишень № 9 (попадание) · Мишень № 9 (попадание) · Мишень № 9 (промах)    | Скоростной                                                                  | Мишень № 12 (попадание) · Мишень № 12 (попадание) · Мишень № 12 (попадание) | Мишень № 25 (попадание) · Мишень № 11 (промах)                              | 2              | 12             | 1 час 54 мин. 18 сек.   | Закончили выступления |
| 6     | Экипаж 2 (Сантош Кумар, Кришан Кумар, Девендер Сани)                    | Индия       | Мишень № 9 (попадание) · Мишень № 9 (попадание) · Мишень № 9 (промах)       | Скоростной                                                               | Мишень № 12 (промах) · Мишень № 12 (промах) · Мишень № 12 (промах)          | Мишень № 25 (попадание) · Мишень № 11 (промах)                              | 5                                                                           |                | 12             | 1 час 54 мин. 18 сек.   | Закончили выступления |
| 6     | Экипаж 3 (Вивек Кумар Шукла, Джайараман Ашокумар, Мандиб Сингх)         | Индия       | Мишень № 9 (попадание) · Мишень № 9 (попадание) · Мишень № 9 (промах)       | Скоростной                                                               | Мишень № 12 (промах) · Мишень № 12 (промах) · Мишень № 12 (промах)          | Мишень № 25 (попадание) · Мишень № 11 (промах)                              | 5                                                                           |                | 12             | 1 час 54 мин. 18 сек.   | Закончили выступления |
| 7     |                                                                         | Монголия    | Экипаж 1                                                                    | Мишень № 25 (промах) · Мишень № 11 (промах)                              | Мишень № 9 (попадание) · Мишень № 9 (попадание) · Мишень № 9 (попадание)    | Скоростной                                                                  | Мишень № 12 (промах) · Мишень № 12 (попадание) · Мишень № 12 (попадание)    | 3              | 18             | 2 часа. 00 мин. 44 сек. | Закончили выступления |
| 7     | Экипаж 2 (Дуламборж Ганбаяр, Энхбат Улзий-Орших, Дорждэрэм Дэмидсурэн)  | Монголия    | Мишень № 25 (промах) · Мишень № 11 (промах)                                 | Мишень № 9 (промах) · Мишень № 9 (промах) · Мишень № 9 (промах)          | Скоростной                                                                  | Мишень № 12 (промах) · Мишень № 12 (промах) · Мишень № 12 (промах)          | 8                                                                           |                | 18             | 2 часа. 00 мин. 44 сек. | Закончили выступления |
| 7     | Экипаж № 3 (Тамир Мунхцэцэг, Молом Тувшинжаргал, Ёолк Цагаач)           | Монголия    | Мишень № 25 (промах) · Мишень № 11 (промах)                                 | Мишень № 9 (попадание) · Мишень № 9 (промах) · Мишень № 9 (промах)       | Скоростной                                                                  | Мишень № 12 (промах) · Мишень № 12 (промах) · Мишень № 12 (промах)          | 7                                                                           |                | 18             | 2 часа. 00 мин. 44 сек. | Закончили выступления |
| 8     |                                                                         | Венесуэла   | Экипаж 1 (Доргвин Хаймес, Диего Наварро, Уилфредо Солорсано)                | Мишень № 9 (попадание) · Мишень № 9 (попадание) · Мишень № 9 (попадание) | Скоростной                                                                  | Мишень № 12 (промах) · Мишень № 12 (промах) · Мишень № 12 (промах)          | Мишень № 25 (промах) · Мишень № 11 (промах)                                 | 5              | 12             | 2 часа 16 мин. 47 сек.  | Закончили выступления |
| 8     | Экипаж 2 (Джованни Ремолина, Хейкер Прада, Альфредо Санчес)             | Венесуэла   | Мишень № 9 (попадание) · Мишень № 9 (попадание) · Мишень № 9 (попадание)    | Скоростной                                                               | Мишень № 12 (промах) · Мишень № 12 (промах) · Мишень № 12 (попадание)       | Мишень № 25 (промах) · Мишень № 11 (промах)                                 | 4                                                                           |                | 12             | 2 часа 16 мин. 47 сек.  | Закончили выступления |
| 8     | Экипаж 3 (Энмануэль Сапата, Освальдо Мора, Али Самбрано)                | Венесуэла   | Мишень № 9 (попадание) · Мишень № 9 (попадание) · Мишень № 9 (попадание)    | Скоростной                                                               | Мишень № 12 (попадание) · Мишень № 12 (попадание) · Мишень № 12 (промах)    | Мишень № 25 (промах) · Мишень № 11 (промах)                                 | 3                                                                           |                | 12             | 2 часа 16 мин. 47 сек.  | Закончили выступления |
| 9     |                                                                         | Иран        | Экипаж 1 (Саджад Азарбул, Махаммад Эскандарм, Мекди Рашади)                 | Мишень № 9 (попадание) · Мишень № 9 (попадание) · Мишень № 9 (промах)    | Скоростной                                                                  | Мишень № 12 (промах) · Мишень № 12 (попадание) · Мишень № 12 (промах)       | Мишень № 25 (промах) · Мишень № 11 (промах)                                 | 5              | 12             | 2 часа 23 мин. 25 сек.  | Закончили выступления |
| 9     | Экипаж 2 (Мир Алиреза, Шарафи Расул, Махмуди Сирус)                     | Иран        | Мишень № 9 (попадание) · Мишень № 9 (попадание) · Мишень № 9 (промах)       | Скоростной                                                               | Мишень № 12 (попадание) · Мишень № 12 (попадание) · Мишень № 12 (попадание) | Мишень № 25 (попадание) · Мишень № 11 (промах)                              | 2                                                                           |                | 12             | 2 часа 23 мин. 25 сек.  | Закончили выступления |
| 9     | Экипаж 3 (Магамед Гомбаринасаб, Джавод Хадже, Магамед Мостаманд)        | Иран        | Мишень № 9 (промах) · Мишень № 9 (промах) · Мишень № 9 (промах)             | Скоростной                                                               | Мишень № 12 (промах) · Мишень № 12 (попадание) · Мишень № 12 (попадание)    | Мишень № 25 (попадание) · Мишень № 11 (промах)                              | 5                                                                           |                | 12             | 2 часа 23 мин. 25 сек.  | Закончили выступления |
| 10    |                                                                         | Армения     | Экипаж 1 (Гагик Харатян, Давид Мурадян, Арамаис Гагикян)                    | Скоростной                                                               | Мишень № 12 (попадание) · Мишень № 12 (попадание) · Мишень № 12 (промах)    | Мишень № 25 (промах) · Мишень № 11 (промах)                                 | Мишень № 9 (попадание) · Мишень № 9 (попадание) · Мишень № 9 (промах)       | 4              | 15             | 2 часа 24 мин. 10 сек.  | Закончили выступления |
| 10    | Экипаж 2 (Эдгар Навасардян, Вреж Киракосян, Гагик Балеян)               | Армения     | Скоростной                                                                  | Мишень № 12 (промах) · Мишень № 12 (промах) · Мишень № 12 (промах)       | Мишень № 25 (промах) · Мишень № 11 (промах)                                 | Мишень № 9 (попадание) · Мишень № 9 (попадание) · Мишень № 9 (попадание)    | 5                                                                           |                | 15             | 2 часа 24 мин. 10 сек.  | Закончили выступления |
| 10    | Экипаж 3 (Арман Арустамян, Левон Ованнисян, Зограб Зограбян)            | Армения     | Скоростной                                                                  | Мишень № 12 (промах) · Мишень № 12 (промах) · Мишень № 12 (промах)       | Мишень № 25 (промах) · Мишень № 11 (промах)                                 | Мишень № 9 (попадание) · Мишень № 9 (попадание) · Мишень № 9 (промах)       | 6                                                                           |                | 15             | 2 часа 24 мин. 10 сек.  | Закончили выступления |
| 11    |                                                                         | Сербия      | Экипаж 1 (Младен Икич, Боголюб Арсов, Деян Миланович)                       | Скоростной                                                               | Мишень № 12 (промах) · Мишень № 12 (промах) · Мишень № 12 (промах)          | Мишень № 25 (промах) · Мишень № 11 (попадание)                              | Мишень № 9 (попадание) · Мишень № 9 (промах) · Мишень № 9 (промах)          | 6              | 8              | Команда снята с заезда  | Закончили выступления |
| 11    | Экипаж 2 (Бобан Янкович, Милан Дмитриевич, Милош Янкович)               | Сербия      | Скоростной                                                                  | Мишень № 12 (попадание) · Мишень № 12 (промах) · Мишень № 12 (промах)    | Мишень № 25 (попадание) · Мишень № 11 (попадание)                           | Мишень № 9 (попадание) · Мишень № 9 (попадание) · Мишень № 9 (попадание)    | 2                                                                           |                | 8              | Команда снята с заезда  | Закончили выступления |
| 11    | Экипаж 3 (Душан Стеванчев, Бронислав Грумич, Небойша Максимович)        | Сербия      | Скоростной                                                                  | сняты с заезда                                                           | сняты с заезда                                                              | сняты с заезда                                                              | -                                                                           |                | 8              | Команда снята с заезда  | Закончили выступления |
| 12    |                                                                         | Кыргызстан  | Экипаж 1 (Нуркан Садырбекуул, Илияз Кылчыкпаев, Омурзак Жийдебаев)          | Скоростной                                                               | Мишень № 12 (промах) · Мишень № 12 (промах) · Мишень № 12 (промах)          | Мишень № 25 (промах) · Мишень № 11 (промах)                                 | Мишень № 9 (попадание) · Мишень № 9 (промах) · Мишень № 9 (промах)          | 7              | 10             | Команда снята с заезда  | Закончили выступления |
| 12    | Экипаж 2 (Медетхан Пазылов, Самат Токтобаев, Кылычбек Асанбекуулу)      | Кыргызстан  | Скоростной                                                                  | Мишень № 12 (промах) · Мишень № 12 (промах) · Мишень № 12 (промах)       | сняты с заезда                                                              | сняты с заезда                                                              | 3                                                                           |                | 10             | Команда снята с заезда  | Закончили выступления |
| 12    | Экипаж 3 (Кутманбек Надирбеков, Толкунбек Мирбекуулу, Искак Тыналыуулу) | Кыргызстан  | сняты с заезда                                                              | сняты с заезда                                                           | сняты с заезда                                                              | сняты с заезда                                                              | -                                                                           |                | 10             | Команда снята с заезда  | Закончили выступления |

## Финальный заезд (11 августа)

### Цвета команд на финальный заезд
|  | Казахстан |
|  | Китай     |
|  | Россия    |
|  | Беларусь  |

### Результаты финального заезда
| Место | Цвет                                                              | Команда   | Команда                                                                  | Стрельба по мишеням                                                         | Стрельба по мишеням                                                         | Стрельба по мишеням                                                         | Стрельба по мишеням                                                         | Штрафные круги | Штрафные круги | Время                 |
| Место | Цвет                                                              | Команда   | Команда                                                                  | 1-й круг                                                                    | 2-й круг                                                                    | 3-й круг                                                                    | 4-й круг                                                                    | Штрафные круги | Штрафные круги | Время                 |
| ----- | ----------------------------------------------------------------- | --------- | ------------------------------------------------------------------------ | --------------------------------------------------------------------------- | --------------------------------------------------------------------------- | --------------------------------------------------------------------------- | --------------------------------------------------------------------------- | -------------- | -------------- | --------------------- |
| 1     |                                                                   | Россия    | Экипаж 1 (Саян Самбуев, Владислав Реймер, Михаил Криводонов)             | Мишень № 12 (попадание) · Мишень № 12 (попадание) · Мишень № 12 (попадание) | Мишень № 25 (попадание) · Мишень № 11 (попадание)                           | Мишень № 9 (попадание) · Мишень № 9 (попадание) · Мишень № 9 (попадание)    | Скоростной                                                                  | 0              | 3              | 1 час 29 мин. 55 сек. |
| 1     | Экипаж 2 (Виктор Шерстнев, Андрей Бастрыгин, Алексей Назаренков)  | Россия    | Мишень № 12 (попадание) · Мишень № 12 (промах) · Мишень № 12 (попадание) | Мишень № 25 (попадание) · Мишень № 11 (промах)                              | Мишень № 9 (попадание) · Мишень № 9 (попадание) · Мишень № 9 (попадание)    | Скоростной                                                                  | 2                                                                           |                | 3              | 1 час 29 мин. 55 сек. |
| 1     | Экипаж 3 (Дмитрий Черноштан, Андрей Перевалов, Алексей Терентьев) | Россия    | Мишень № 12 (промах) · Мишень № 12 (попадание) · Мишень № 12 (попадание) | Мишень № 25 (попадание) · Мишень № 11 (попадание)                           | Мишень № 9 (попадание) · Мишень № 9 (попадание) · Мишень № 9 (попадание)    | Скоростной                                                                  | 1                                                                           |                | 3              | 1 час 29 мин. 55 сек. |
| 2     |                                                                   | Китай     | Экипаж 1 (Юйфэй Ян, Мэнфэй Куан Фу, Жун Цзэн)                            | Мишень № 25 (промах) · Мишень № 11 (промах)                                 | Мишень № 9 (попадание) · Мишень № 9 (промах) · Мишень № 9 (промах)          | Скоростной                                                                  | Мишень № 12 (попадание) · Мишень № 12 (попадание) · Мишень № 12 (попадание) | 4              | 13             | 1 час 40 мин. 36 сек. |
| 2     | Экипаж 2 (Ван Пэнэнь, И Цзин, Цай Хайян)                          | Китай     | Мишень № 25 (попадание) · Мишень № 11 (промах)                           | Мишень № 9 (попадание) · Мишень № 9 (промах) · Мишень № 9 (промах)          | Скоростной                                                                  | Мишень № 12 (попадание) · Мишень № 12 (промах) · Мишень № 12 (промах)       | 5                                                                           |                | 13             | 1 час 40 мин. 36 сек. |
| 2     | Экипаж 3 (Чжоу Синьюй, Ван Цзян, Чжан Тэнтан)                     | Китай     | Мишень № 25 (промах) · Мишень № 11 (попадание)                           | Мишень № 9 (попадание) · Мишень № 9 (попадание) · Мишень № 9 (промах)       | Скоростной                                                                  | Мишень № 12 (попадание) · Мишень № 12 (промах) · Мишень № 12 (промах)       | 4                                                                           |                | 13             | 1 час 40 мин. 36 сек. |
| 3     |                                                                   | Беларусь  | Экипаж 1 (Алексей Бурак, Максим Лузан, Виталий Богруденко)               | Мишень № 9 (попадание) · Мишень № 9 (попадание) · Мишень № 9 (попадание)    | Скоростной                                                                  | Мишень № 12 (попадание) · Мишень № 12 (попадание) · Мишень № 12 (попадание) | Мишень № 25 (промах) · Мишень № 11 (попадание)                              | 1              | 5              | 1 час 42 мин. 35 сек. |
| 3     | Экипаж 2 (Павел Марковец, Павел Козячий, Сергей Коновалов)        | Беларусь  | Мишень № 9 (попадание) · Мишень № 9 (попадание) · Мишень № 9 (попадание) | Скоростной                                                                  | Мишень № 12 (попадание) · Мишень № 12 (попадание) · Мишень № 12 (попадание) | Мишень № 25 (попадание) · Мишень № 11 (промах)                              | 1                                                                           |                | 5              | 1 час 42 мин. 35 сек. |
| 3     | Экипаж 3 (Сергей Михно, Денис Моисеенко, Алексей Забалуев)        | Беларусь  | Мишень № 9 (попадание) · Мишень № 9 (попадание) · Мишень № 9 (попадание) | Скоростной                                                                  | Мишень № 12 (попадание) · Мишень № 12 (попадание) · Мишень № 12 (промах)    | Мишень № 25 (промах) · Мишень № 11 (промах)                                 | 3                                                                           |                | 5              | 1 час 42 мин. 35 сек. |
| 4     |                                                                   | Казахстан | Экипаж 1 (Феруз Тулабаев, Сунгат Садуакасов, Адлет Алпамысов)            | Скоростной                                                                  | Мишень № 12 (промах) · Мишень № 12 (промах) · Мишень № 12 (попадание)       | Мишень № 25 (промах) · Мишень № 11 (промах)                                 | Мишень № 9 (попадание) · Мишень № 9 (попадание) · Мишень № 9 (промах)       | 5              | 10             | 1 час 44 мин. 50 сек. |
| 4     | Экипаж 2 (Ермахан Кудайберген, Ерасыл Жумагулов, Думан Байжанов)  | Казахстан | Скоростной                                                               | Мишень № 12 (попадание) · Мишень № 12 (попадание) · Мишень № 12 (промах)    | Мишень № 25 (попадание) · Мишень № 11 (промах)                              | Мишень № 9 (попадание) · Мишень № 9 (попадание) · Мишень № 9 (промах)       | 3                                                                           |                | 10             | 1 час 44 мин. 50 сек. |
| 4     | Экипаж 3 (Еламан Абишев, Рустам Молдашев, Бейимбет Бодесов)       | Казахстан | Скоростной                                                               | Мишень № 12 (попадание) · Мишень № 12 (попадание) · Мишень № 12 (попадание) | Мишень № 25 (попадание) · Мишень № 11 (промах)                              | Мишень № 9 (попадание) · Мишень № 9 (попадание) · Мишень № 9 (промах)       | 2                                                                           |                | 10             | 1 час 44 мин. 50 сек. |

## Статистика стрельбы на чемпионате мира по танковому биатлону 2018
| № | Спортсмен         | Общий          | Общий                                 | Общий             | Общий                                       | Общий | Общий   | Индивидуальная гонка | Индивидуальная гонка | Индивидуальная гонка | Эстафета | Эстафета | Эстафета |
| № | Спортсмен         | Танковая пушка | Процент попаданий из тановой пушки, % | Спаренный пулемёт | Процент попаданий из спаренного пулемёта, % | Всего | Общ%    | ТП                   | СП                   | Общ%                 | ТП       | СП       | Общ%     |
| - | ----------------- | -------------- | ------------------------------------- | ----------------- | ------------------------------------------- | ----- | ------- | -------------------- | -------------------- | -------------------- | -------- | -------- | -------- |
|   | Андрей Перевалов  | 8/9            | 88,9 %                                | 7/7               | 100 %                                       | 15/16 | 93,75%  | 3/3                  | 1/1                  | 100 %                | 5/6      | 6/6      | 91,7 %   |
|   | Владислав Реймер  | 8/9            | 88,9 %                                | 7/7               | 100 %                                       | 15/16 | 93,75 % | 3/3                  | 1/1                  | 100 %                | 5/6      | 6/6      | 91,7 %   |
|   | Андрей Бастыргин  | 8/9            | 88,9 %                                | 7/7               | 100 %                                       | 15/16 | 93,75 % | 3/3                  | 1/1                  | 100 %                | 5/6      | 6/6      | 91,7 %   |
|   | Ерасыл Жумагулов  | 7/9            | 77,8 %                                | 6/7               | 85,7 %                                      | 13/16 | 81,3 %  | 3/3                  | 1/1                  | 100 %                | 4/6      | 5/6      | 75 %     |
|   | Мэнфэй Куан Фу    | 9/9            | 100 %                                 | 4/7               | 57,1 %                                      | 13/16 | 81,3 %  | 3/3                  | 1/1                  | 100 %                | 6/6      | 3/6      | 75 %     |
|   | Максим Лузан      | 7/9            | 77,8 %                                | 6/7               | 85,7 %                                      | 13/16 | 81,3 %  | 3/3                  | 1/1                  | 100 %                | 4/6      | 5/6      | 75 %     |
|   | Освальдо Мора     | 4/6            | 66,7 %                                | 4/4               | 100 %                                       | 8/10  | 80 %    | 2/3                  | 1/1                  | 75 %                 | 2/3      | 3/3      | 83,3 %   |
|   | Шарафи Расул      | 5/6            | 83,3 %                                | 3/4               | 75 %                                        | 8/10  | 80 %    | 3/3                  | 0/1                  | 75 %                 | 2/3      | 3/3      | 83,3 %   |
|   | Давид Мурадян     | 5/6            | 83,3 %                                | 3/4               | 75 %                                        | 8/10  | 80 %    | 3/3                  | 1/1                  | 100 %                | 2/3      | 2/3      | 66,7 %   |
|   | Милан Дмитриевич  | 4/6            | 66,7 %                                | 4/4               | 100 %                                       | 8/10  | 80 %    | 3/3                  | 1/1                  | 100 %                | 1/3      | 3/3      | 66,7 %   |
|   | Джейхун Шыхзадаев | 6/6            | 100 %                                 | 2/4               | 50 %                                        | 8/10  | 80 %    | 3/3                  | 1/1                  | 100 %                | 3/3      | 1/3      | 66,7 %   |

| № | Спортсмен           | Общий            | Общий                                      | Общий | Инд | Инд   | Эст | Эст   |
| № | Спортсмен           | Зенитный пулемёт | Процент попаданий из зенитного пулемёта, % | Общ%  | ЗП  | Общ%  | ЗП  | Общ%  |
| - | ------------------- | ---------------- | ------------------------------------------ | ----- | --- | ----- | --- | ----- |
|   | Дмитрий Черноштан   | 5/5              | 100 %                                      | 100 % | 1/1 | 100 % | 4/4 | 100 % |
|   | Саян Самбуев        | 5/5              | 100 %                                      | 100 % | 1/1 | 100 % | 4/4 | 100 % |
|   | Бобан Янкович       | 3/3              | 100 %                                      | 100 % | 1/1 | 100 % | 2/2 | 100 % |
|   | Виктор Шерстнев     | 4/5              | 80 %                                       | 80 %  | 1/1 | 100 % | 3/4 | 75 %  |
|   | Ермахан Кудайберген | 4/5              | 80 %                                       | 80 %  | 1/1 | 100 % | 3/4 | 75 %  |
|   | Павел Марковец      | 4/5              | 80 %                                       | 80 %  | 1/1 | 100 % | 3/4 | 75 %  |
|   | Алексей Бурак       | 4/5              | 80 %                                       | 80 %  | 1/1 | 100 % | 3/4 | 75 %  |
|   | Чжоу Синьюй         | 4/5              | 80 %                                       | 80 %  | 1/1 | 100 % | 3/4 | 75 %  |
|   | Еламан Абишев       | 4/5              | 80 %                                       | 80 %  | 1/1 | 100 % | 3/4 | 75 %  |

## Призёры соревнований
|          | Россия                                               | Экипаж 1                                                                             | Командир танка: Наводчик-оператор: Механик-водитель:                                       | Самбуев Саян Валерьевич Реймер Владислав Александрович Криводонов Михаил Игоревич |
|          | Экипаж 2                                             | Командир танка: Наводчик-оператор: Механик-водитель:                                 | Шерстнев Виктор Владимирович Бастрыгин Андрей Константинович Назаренков Алексей Евгеньевич |                                                                                   |
| Экипаж 3 | Командир танка: Наводчик-оператор: Механик-водитель: | Черноштан Дмитрий Вадимович Перевалов Андрей Владимирович Терентьев Алексей          |                                                                                            |                                                                                   |
|          | Китай                                                | Экипаж 1                                                                             | Командир танка: Наводчик-оператор: Механик-водитель:                                       | Ян Юйфей Хуан Фу Мэнфей Цзэн Жун                                                  |
|          | Экипаж 2                                             | Командир танка: Наводчик-оператор: Механик-водитель:                                 | Ван Пэнэнь И Цзин Цай Хайян                                                                |                                                                                   |
| Экипаж 3 | Командир танка: Наводчик-оператор: Механик-водитель: | Чжоу Синьюй Ван Цзян Чжан Тэнтан                                                     |                                                                                            |                                                                                   |
|          | Беларусь                                             | Экипаж 1                                                                             | Командир танка: Наводчик-оператор: Механик-водитель:                                       | Бурак Алексей Генадьевич Лузан Максим Валерьевич Богруденко Виталий Васильевич    |
|          | Экипаж 2                                             | Командир танка: Наводчик-оператор: Механик-водитель:                                 | Марковец Павел Сереевич Козячий Павел Антонович Коновалов Сергей Васильевич                |                                                                                   |
| Экипаж 3 | Командир танка: Наводчик-оператор: Механик-водитель: | Михно Сергей Александрович Моисеенко Денис Александрович Забалуев Алексей Леонидович |                                                                                            |                                                                                   |